# Terza Divisione 1931-1932
| Indice Abruzzo · Calabria · Campania · Cirenaica · Emilia-Romagna · Friuli-Venezia Giulia · Lazio · Liguria · Lombardia Marche · Piemonte · Puglie · Sardegna · Sicilia · Toscana · Trentino · Umbria · Veneto Finali Nord · Bibliografia · Voci correlate · Collegamenti esterni |

La Terza Divisione 1931-1932 è stata il torneo regionale inferiore del campionato italiano di calcio, il più basso in assoluto.
La gestione di questo campionato era affidata ai Direttori Regionali, che li organizzavano autonomamente, con la possibilità di ripartire le squadre su più gironi tenendo in alta considerazione le distanze chilometriche, le strade di principale comunicazione e i mezzi di trasporto dell'epoca.

Ai fini della mancata partecipazione a gare ufficiali (rinuncia rilevata sul campo dall'arbitro) le società partecipanti al campionato in caso di mancata o ritardata partecipazione erano giustificate solo se avessero portato una giustificazione scritta fatta dal capostazione ferroviario o dal conduttore tramviario e solo in questi casi la gara sarebbe stata rinviata "per causa di forza maggiore" perché in caso di incidenti automobilistici avrebbero perso la partita a tavolino (+ penalizzazione).
I Direttori Regionali organizzano i gironi di finale, in cui erano attribuiti anche i titoli regionali di campione di Terza Divisione, le finali sia per il titolo che per la promozione di solito coincidevano salvo dividere le società di Terza Divisione da quelle "Riserve" e "Allievi". All'epoca queste squadre erano classificate per ordine d'importanza, non per l'età dei giocatori: le Riserve la II squadra, gli Allievi la III e i Ragazzi la IV.
A questo campionato partecipavano anche le squadre "Riserve" (qui indicate con la lettera B) e "Allievi" (indicati con la lettera C).
I "ragazzi" da questa stagione non ci sono più perché, avendo istituito il 90% dei Comitati Locali dell'U.L.I.C., molto spesso impossibilitati a far giocare questi campionati non avendo almeno 4 squadre per poterlo indire, la FIGC all'inizio della stagione sportiva 1931-32 decise di fare disputare un campionato unico di categoria riunendo le squadre uliciane a quelle federate, delegando i Direttori Regionali alla loro organizzazione con i necessari criteri di viciniorità non potendo obbligare le squadre uliciane a sobbarcarsi le gravose spese di trasferta.

## Piemonte
Direttorio Regionale Piemontese avente sede a Torino.

### Girone A

#### Squadre partecipanti
| Squadra                     | Città               | Stagione precedente |
| --------------------------- | ------------------- | ------------------- |
| A.S. Biellese (B = riserve) | Biella (VC)         |                     |
| U.S. Borgomanerese          | Borgomanero (NO)    |                     |
| C.S. Coggiola               | Coggiola (VC)       |                     |
| U.S. Felice Saini           | Cressa (NO)         |                     |
| U.S.I. Grignasco            | Grignasco (NO)      |                     |
| C.S. Juventus               | Gozzano (NO)        |                     |
| U.S. Pray                   | Pray (VC)           |                     |
| U.S. Valle Cervo            | Sagliano Micca (VC) |                     |
| U.S. Vallestrona            | Valle Mosso (VC)    |                     |

#### Classifica finale
|  | Pos. | Squadra          | Pt | G  | V  | N | P  | GF | GS | DR  |
|  | ---- | ---------------- | -- | -- | -- | - | -- | -- | -- | --- |
|  | 1.   | Borgomanerese    | 28 | 16 | 12 | 4 | 0  | 39 | 15 | +24 |
|  | 2.   | Biellese B       | 19 | 16 | 8  | 3 | 5  | 23 | 26 | -3  |
|  | 3.   | Felice Saini     | 16 | 16 | 5  | 6 | 5  | 30 | 23 | +7  |
|  | 3.   | Juventus Gozzano | 16 | 16 | 6  | 4 | 6  | 27 | 20 | +7  |
|  | 3.   | Valle Cervo      | 16 | 16 | 5  | 6 | 5  | 21 | 23 | -2  |
|  | 6.   | Pray             | 14 | 16 | 6  | 2 | 8  | 23 | 32 | -9  |
|  | 7.   | Vallestrona      | 13 | 16 | 4  | 5 | 7  | 25 | 26 | -1  |
|  | 7.   | Grignasco        | 13 | 16 | 5  | 3 | 8  | 25 | 30 | -5  |
|  | 9.   | Coggiola         | 9  | 16 | 3  | 3 | 10 | 23 | 38 | -15 |

Legenda:
      Ammesso alle finali per il titolo.
Regolamento:
Due punti a vittoria, uno a pareggio, zero a sconfitta.
Pari merito in caso di pari punti se non in zona promozione/finali.

### Girone B

#### Squadre partecipanti
| Squadra                         | Città                  | Stagione precedente |
| ------------------------------- | ---------------------- | ------------------- |
| U.S. Alessandria (C = allievi)  | Alessandria            |                     |
| Casale F.C. (C = allievi)       | Casale Monferrato (AL) |                     |
| U.S. Galliatese (B = riserve)   | Galliate (NO)          |                     |
| Novara F.C. (B = riserve)       | Novara                 |                     |
| Oleggio Sportiva                | Oleggio (NO)           |                     |
| U.S. Pro Vercelli (C = allievi) | Vercelli               |                     |
| Santhià F.C.                    | Santhià (VC)           |                     |
| U.S. Varalpombiese              | Varallo Pombia (NO)    |                     |

#### Classifica finale
|  | Pos. | Squadra        | Pt | G  | V | N | P | GF | GS | DR |
|  | ---- | -------------- | -- | -- | - | - | - | -- | -- | -- |
|  | 1.   | Pro Vercelli C | 19 | 14 | . | . | . | .  | .  | .  |
|  | 2.   | Alessandria C  | 17 | 14 | . | . | . | .  | .  | .  |
|  | 3.   | Casale C       | 16 | 14 | . | . | . | .  | .  | .  |
|  | 4.   | Santhià        | 14 | 14 | . | . | . | .  | .  | .  |
|  | 4.   | Oleggio        | 14 | 14 | . | . | . | .  | .  | .  |
|  | 4.   | Novara B       | 14 | 14 | . | . | . | .  | .  | .  |
|  | 7.   | Galliatese B   | 10 | 14 | . | . | . | .  | .  | .  |
|  | 8.   | Varalpombiese  | 8  | 14 | . | . | . | .  | .  | .  |

Legenda:
      Ammesso alle finali per il titolo.
 Va allo spareggio per l'accesso alle finali.
Regolamento:
Due punti a vittoria, uno a pareggio, zero a sconfitta.
Pari merito in caso di pari punti se non in zona promozione/finali.

### Qualificazione alle finali
|         | Risultati |         | Luogo e data         |
| ------- | --------- | ------- | -------------------- |
| Santhià | ? - ?     | Oleggio | ???, manca data 1932 |
| Oleggio | ? - ?     | Santhià | ???, manca data 1932 |
|         |           |         |                      |

### Girone C

#### Squadre partecipanti
| Squadra                        | Città                     | Stagione precedente |
| ------------------------------ | ------------------------- | ------------------- |
| G.S. FIAT                      | Torino                    |                     |
| F.C. Juventus (C = allievi)    | Torino                    |                     |
| G.S. Mazzonis                  | Luserna San Giovanni (TO) |                     |
| Michelin S.C.                  | Torino                    |                     |
| A.S. Mondovì                   | Mondovì (CN)              |                     |
| G.S. Officine Moncenisio       | Condove (TO)              |                     |
| G.Dop. Snia                    | TO-Abbadia Stura          |                     |
| G.S. SPA                       | Torino                    |                     |
| Torino F.C. (C = allievi)      | Torino                    |                     |
| U.S. Val Pellice (B = riserve) | Torre Pellice (TO)        |                     |

#### Classifica finale
|  | Pos. | Squadra             | Pt | G  | V | N | P | GF | GS | DR |
|  | ---- | ------------------- | -- | -- | - | - | - | -- | -- | -- |
|  | 1.   | Torino C            | 32 | 18 | . | . | . | .  | .  | .  |
|  | 2.   | Mazzonis            | 24 | 18 | . | . | . | .  | .  | .  |
|  | 2.   | Snia                | 24 | 18 | . | . | . | .  | .  | .  |
|  | 4.   | Michelin            | 22 | 18 | . | . | . | .  | .  | .  |
|  | 5.   | Mondovì             | 19 | 18 | . | . | . | .  | .  | .  |
|  | 6.   | Juventus C          | 16 | 18 | . | . | . | .  | .  | .  |
|  | 7.   | SPA                 | 15 | 18 | . | . | . | .  | .  | .  |
|  | 8.   | Officine Moncenisio | 12 | 18 | . | . | . | .  | .  | .  |
|  | 9.   | FIAT                | 9  | 18 | . | . | . | .  | .  | .  |
|  | 10.  | Val Pellice B       | 6  | 18 | . | . | . | .  | .  | .  |

Legenda:
      Ammesso alle finali per il titolo.
      Successivamente ammesso in Seconda Divisione.
Regolamento:
Due punti a vittoria, uno a pareggio, zero a sconfitta.
Pari merito in caso di pari punti se non in zona promozione/finali.
È stato comminato un punto di penalizzazione nel corso della stagione.

### Qualificazione alle finali
|          | Risultati |          | Luogo e data         |
| -------- | --------- | -------- | -------------------- |
| Mazzonis | ? - ?     | Snia     | ???, manca data 1932 |
| Snia     | ? - ?     | Mazzonis | ???, manca data 1932 |
|          |           |          |                      |

### Girone finale per il titolo
|  | Pos. | Squadra        | Pt | G | V | N | P | GF | GS | DR |
|  | ---- | -------------- | -- | - | - | - | - | -- | -- | -- |
|  | 1.   | Torino C       | 6  | 4 | 3 | 0 | 1 | 8  | 8  | 0  |
|  | 2.   | Borgomanerese  | 4  | 4 | 2 | 0 | 2 | 10 | 8  | +2 |
|  | 3.   | Pro Vercelli C | 2  | 4 | 1 | 0 | 3 | 7  | 9  | -2 |

Legenda:
      Campione Piemontese di Terza Divisione.
      Promosso in Seconda Divisione 1931-1932.
Regolamento:
Due punti a vittoria, uno a pareggio, zero a sconfitta.
Pari merito in caso di pari punti se non in zona promozione/finali.

### Risultati

#### Calendario
| Andata (1ª) | Andata (1ª) | 1ª giornata            | Ritorno (4ª) | Ritorno (4ª) |
|             |             |                        |              |              |
| 17 apr.     | 6-0         | Borgomanerese-Torino C | 0-3          | 8 mag.       |

| Andata (2ª) | Andata (2ª) | 2ª giornata             | Ritorno (5ª) | Ritorno (5ª) |
|             |             |                         |              |              |
| 24 apr.     | 3-2         | Torino C-Pro Vercelli C | 2-0          | 15 mag.      |

| \| Andata (3ª) \| Andata (3ª) \| 3ª giornata \| Ritorno (6ª) \| Ritorno (6ª) \| \| \| \| \| \| \| \| 1 mag. \| 5-1 \| Pro Vercelli C-Borgomanerese \| 0-3 \| 22 mag. \| |             |                              |              |              |
| Andata (3ª) | Andata (3ª) | 3ª giornata                  | Ritorno (6ª) | Ritorno (6ª) |
| |             |                              |              |              |
| 1 mag. | 5-1         | Pro Vercelli C-Borgomanerese | 0-3          | 22 mag.      |

## Liguria
Direttorio Regionale Ligure avente sede a Genova.

### Girone A

#### Squadre partecipanti
| Squadra                            | Città              | Stagione precedente |
| ---------------------------------- | ------------------ | ------------------- |
| A.C. Andrea Doria (B = riserve)    | Genova             |                     |
| Pol. Busallese                     | Busalla (GE)       |                     |
| A.P.F. Corniglianese (B = riserve) | Genova-Cornigliano |                     |
| A.S. Liguria Carpense              | Genova             |                     |
| U.S. Nazionale Liguria             | Genova             |                     |
| U.S. Veloci Embriaci (B = riserve) | Genova             |                     |

#### Classifica finale
|  | Pos. | Squadra           | Pt | G  | V | N | P | GF | GS | DR |
|  | ---- | ----------------- | -- | -- | - | - | - | -- | -- | -- |
|  | 1.   | Andrea Doria B    | 19 | 10 | 9 | 1 | 0 | .  | .  |    |
|  | 2.   | Busallese         | 10 | 10 | . | . | . | .  | .  |    |
|  | 2.   | Nazionale Liguria | 10 | 10 | . | . | . | .  | .  |    |
|  | 4.   | Liguria Carpense  | 8  | 10 | . | . | . | .  | .  |    |
|  | 5.   | Veloci Embriaci B | 7  | 10 | . | . | . | .  | .  |    |
|  | 6.   | Corniglianese B   | 6  | 10 | . | . | . | .  | .  |    |

Legenda:
      Ammesso ai girone semifinali.
Regolamento:
Due punti a vittoria, uno a pareggio, zero a sconfitta.
Pari merito in caso di pari punti se non in zona promozione/finali.

### Girone B

#### Squadre partecipanti
| Squadra                            | Città                 | Stagione precedente |
| ---------------------------------- | --------------------- | ------------------- |
| G.S. Ansalorenz                    | Genova-Cornigliano    |                     |
| D.S. Grifone Ausonia               | Genova                |                     |
| U.S. Pontedecimo (B = riserve)     | Genova-Pontedecimo    |                     |
| A.C. Sampierdarenese (B = riserve) | Genova-Sampierdarena  |                     |
| F.S. Sestrese (B = riserve)        | Genova-Sestri Ponente |                     |
| G.S. Spedizionieri                 | Genova                |                     |

#### Classifica finale
|  | Pos. | Squadra           | Pt | G  | V | N | P | GF | GS | DR |
|  | ---- | ----------------- | -- | -- | - | - | - | -- | -- | -- |
|  | 1.   | Sampierdarenese B | 15 | 10 | . | . | . | .  | .  |    |
|  | 2.   | Spedizionieri     | 14 | 10 | . | . | . | .  | .  |    |
|  | 3.   | Grifone Ausonia   | 10 | 10 | . | . | . | .  | .  |    |
|  | 3.   | Sestrese B        | 10 | 10 | . | . | . | .  | .  |    |
|  | 5.   | Ansalorenz        | 8  | 10 | . | . | . | .  | .  |    |
|  | 6.   | Pontedecimo B     | 2  | 10 | . | . | . | .  | .  |    |

Legenda:
      Ammesso ai girone semifinali.
Regolamento:
Due punti a vittoria, uno a pareggio, zero a sconfitta.
Pari merito in caso di pari punti se non in zona promozione/finali.
È stato inflitto un punto di penalizzazione durante il campionato.

### Girone C

#### Squadre partecipanti
| Squadra                        | Città           | Stagione precedente |
| ------------------------------ | --------------- | ------------------- |
| U.S. Calciatori Ponticello     | Genova          |                     |
| Genova 1893 C.C. (C = allievi) | Genova          |                     |
| S.G. Levanto                   | Levanto (SP)    |                     |
| A.P. Rivarolese (B = riserve)  | Genova-Rivarolo |                     |
| C.S. Ruentes (B = riserve)     | Rapallo (GE)    |                     |
| F.C. Spezia (C = allievi)      | La Spezia       |                     |

#### Classifica finale
|  | Pos. | Squadra               | Pt | G  | V | N | P | GF | GS | DR |
|  | ---- | --------------------- | -- | -- | - | - | - | -- | -- | -- |
|  | 1.   | Rivarolese B          | 17 | 10 | . | . | . | .  | .  |    |
|  | 2.   | Calciatori Ponticello | 12 | 10 | . | . | . | .  | .  |    |
|  | 3.   | Genova 1893 C         | 11 | 10 | . | . | . | .  | .  |    |
|  | 4.   | Levanto               | 10 | 10 | . | . | . | .  | .  |    |
|  | 5.   | Spezia C              | 8  | 10 | . | . | . | .  | .  |    |
|  | 6.   | Rapallo Ruentes B     | 4  | 10 | . | . | . | .  | .  |    |

Legenda:
      Ammesso ai girone semifinali.
Regolamento:
Due punti a vittoria, uno a pareggio, zero a sconfitta.
Pari merito in caso di pari punti se non in zona promozione/finali.
C'è un evidente errore nel computo dei punteggi (totale uguale a 62 invece di 60).

### Girone D

#### Squadre partecipanti
| Squadra                          | Città                 | Stagione precedente |
| -------------------------------- | --------------------- | ------------------- |
| Dop. Cairo Montenotte Sez.Calcio | Cairo Montenotte (SV) |                     |
| A.C. Savona (B = riserve)        | Savona                |                     |
| G.S. Scarpa & Magnano            | Savona                |                     |
| F.C. Vado (B = riserve)          | Vado Ligure (SV)      |                     |
| U.S. Veloce                      | Savona                |                     |
| U.S. Virtus                      | Savona                |                     |

#### Classifica finale
|  | Pos. | Squadra          | Pt | G  | V | N | P | GF | GS | DR  |
|  | ---- | ---------------- | -- | -- | - | - | - | -- | -- | --- |
|  | 1.   | Veloce Savona    | 15 | 10 | 7 | 1 | 2 | 25 | 12 | +13 |
|  | 2.   | Savona B         | 13 | 10 | 6 | 1 | 3 | 21 | 15 | +6  |
|  | 3.   | Scarpa & Magnano | 11 | 10 | 4 | 3 | 3 | 16 | 14 | +2  |
|  | 4.   | Vado B           | 10 | 10 | 4 | 2 | 4 | 24 | 20 | +4  |
|  | 5.   | Virtus           | 9  | 10 | 3 | 3 | 4 | 10 | 21 | -11 |
|  | 6.   | Cairo Montenotte | 2  | 10 | 1 | 0 | 9 | 10 | 31 | -21 |

Legenda:
      Ammesso ai girone semifinali.
Regolamento:
Due punti a vittoria, uno a pareggio, zero a sconfitta.
Pari merito in caso di pari punti se non in zona promozione/finali.

### Girone E

#### Squadre partecipanti
| Squadra                          | Città                  | Stagione precedente |
| -------------------------------- | ---------------------- | ------------------- |
| S.C. Alassio (B = riserve)       | Alassio (SV)           |                     |
| Albingaunia Sport (B = riserve)  | Albenga (SV)           |                     |
| A.C. Altare                      | Altare (SV)            |                     |
| U.S. Imperia (B = riserve)       | Imperia-Oneglia        |                     |
| G.S. Silvio Borra                | Imperia-Porto Maurizio |                     |
| U.S. Ventimigliese (B = riserve) | Ventimiglia (IM)       |                     |

#### Classifica finale
|  | Pos. | Squadra         | Pt | G  | V | N | P | GF | GS | DR |
|  | ---- | --------------- | -- | -- | - | - | - | -- | -- | -- |
|  | 1.   | Ventimigliese B | 15 | 10 | . | . | . | .  | .  |    |
|  | 2.   | Altare          | 12 | 10 | . | . | . | .  | .  |    |
|  | 2.   | Imperia B       | 12 | 10 | . | . | . | .  | .  |    |
|  | 4.   | Albingaunia B   | 10 | 10 | . | . | . | .  | .  |    |
|  | 5.   | Alassio B       | 8  | 10 | . | . | . | .  | .  |    |
|  | 6.   | Silvio Borra    | 3  | 10 | . | . | . | .  | .  |    |

Legenda:
      Ammesso ai girone semifinali.
Regolamento:
Due punti a vittoria, uno a pareggio, zero a sconfitta.
Pari merito in caso di pari punti se non in zona promozione/finali.

### Girone semifinale A (riserve)
|  | Pos. | Squadra           | Pt | G | V | N | P | GF | GS | DR |
|  | ---- | ----------------- | -- | - | - | - | - | -- | -- | -- |
|  | 1.   | Andrea Doria B    | 10 | 6 | . | . | . | .  | .  |    |
|  | 2.   | Sampierdarenese B | 8  | 6 | . | . | . | .  | .  |    |
|  | 3.   | Rivarolese B      | 4  | 6 | . | . | . | .  | .  |    |
|  | 4.   | Savona B          | 1  | 6 | . | . | . | .  | .  |    |

Legenda:
      Campione ligure di Terza Divisione 1931-1932.
Regolamento:
Due punti a vittoria, uno a pareggio, zero a sconfitta.
Pari merito in caso di pari punti se non in zona promozione/finali.
È stato inflitto un punto di penalizzazione.

### Girone semifinale B (promozione)
|  | Pos. | Squadra               | Pt       | G | V | N | P | GF | GS | DR |
|  | ---- | --------------------- | -------- | - | - | - | - | -- | -- | -- |
|  | 1.   | Calciatori Ponticello | 2        | 2 | . | . | . | .  | .  |    |
|  | 1.   | Busallese             | 2        | 2 | . | . | . | .  | .  |    |
|  | --   | Spedizionieri         | Ritirato |   |   |   |   |    |    |    |
|  | --   | Veloce Savona         | Ritirato |   |   |   |   |    |    |    |

Legenda:
      Promosso in Seconda Divisione 1932-1933
Regolamento:
Due punti a vittoria, uno a pareggio, zero a sconfitta.
Pari merito in caso di pari punti se non in zona promozione/finali.

### Spareggio
|                       | Risultati |           | Luogo e data               |
| --------------------- | --------- | --------- | -------------------------- |
| Calciatori Ponticello | ? - ?     | Busallese | Pontedecimo, 8 maggio 1932 |
|                       |           |           |                            |

## Lombardia
Direttorio Regionale Lombardo avente sede a Milano.
99 squadre iscritte.

### Girone A

#### Squadre partecipanti
| Squadra                       | Città             | Stagione precedente |
| ----------------------------- | ----------------- | ------------------- |
| S.S. Casalbuttano             | Casalbuttano (CR) |                     |
| U.S. Codogno (B = riserve)    | Codogno (MI)      |                     |
| Crema F.C. (B = riserve)      | Crema (CR)        |                     |
| A.S. Fanfulla (B = riserve)   | Lodi (MI)         |                     |
| S.C. Pandino                  | Pandino (CR)      |                     |
| La Serenissima F.C.           | Lodi (MI)         |                     |
| Dop. Comunale Soncino         | Soncino (CR)      |                     |
| U.S. Soresinese (B = riserve) | Soresina (CR)     |                     |

#### Classifica finale
|  | Pos. | Squadra        | Pt       | G  | V | N | P | GF | GS | DR |
|  | ---- | -------------- | -------- | -- | - | - | - | -- | -- | -- |
|  | 1.   | Fanfulla B     | 18       | 12 | . | . | . | .  | .  |    |
|  | 2.   | Soncino        | 15       | 12 | . | . | . | .  | .  |    |
|  | 3.   | Codogno B      | 14       | 12 | . | . | . | .  | .  |    |
|  | 3.   | La Serenissima | 14       | 12 | . | . | . | .  | .  |    |
|  | 5.   | Pandino        | 11       | 12 | . | . | . | .  | .  |    |
|  | 6.   | Casalbuttano   | 10       | 12 | . | . | . | .  | .  |    |
|  | 7.   | Soresinese B   | 2        | 12 | . | . | . | .  | .  |    |
|  | --   | Crema B        | Ritirato |    |   |   |   |    |    |    |

Legenda:
      Ammesso ai gironi semifinali.
Regolamento:
Due punti a vittoria, uno a pareggio, zero a sconfitta.
Pari merito in caso di pari punti se non in zona promozione/finali.
Note:
C'è un evidente errore nel computo dei punteggi (totale uguale a 85 invece di 84).

### Girone B

#### Squadre partecipanti
| Squadra                     | Città                    | Stagione precedente |
| --------------------------- | ------------------------ | ------------------- |
| Bressana F.C.               | Bressana Bottarone (PV)  |                     |
| Dop. Castelnovese           | Castelnuovo Scrivia (AL) |                     |
| A.C. Derthona (B = riserve) | Tortona (AL)             |                     |
| S.S. Olubra                 | Castel San Giovanni (PC) |                     |
| G.C. Pavesi,                | Pavia                    |                     |
| Pavia F.C. (B = riserve)    | Pavia                    |                     |
| U.S. Pontecurone            | Pontecurone (AL)         |                     |

#### Classifica finale
|  | Pos. | Squadra      | Pt | G  | V | N | P  | GF | GS | DR |
|  | ---- | ------------ | -- | -- | - | - | -- | -- | -- | -- |
|  | 1.   | Olubra       | 17 | 12 | . | . | .  | .  | .  |    |
|  | 2.   | Pontecurone  | 15 | 12 | . | . | .  | .  | .  |    |
|  | 3.   | Bressana     | 14 | 12 | . | . | .  | .  | .  |    |
|  | 3.   | Pavesi       | 14 | 12 | . | . | .  | .  | .  |    |
|  | 3.   | Pavia B      | 14 | 12 | . | . | .  | .  | .  |    |
|  | 6.   | Derthona B   | 9  | 12 | . | . | .  | .  | .  |    |
|  | 7.   | Castelnovese | 1  | 12 | 0 | 1 | 11 | .  | .  |    |

Legenda:
      Ammesso ai gironi semifinali.
      Promosso in Seconda Divisione 1932-1933.
Regolamento:
Due punti a vittoria, uno a pareggio, zero a sconfitta.
Pari merito in caso di pari punti se non in zona promozione/finali.

### Girone C

#### Squadre partecipanti
| Squadra                        | Città                | Stagione precedente |
| ------------------------------ | -------------------- | ------------------- |
| S.S. Arsaghese                 | Arsago Seprio (VA)   |                     |
| S.G. Gallaratese (B = riserve) | Gallarate (VA)       |                     |
| A.C. Intra (B = riserve)       | Intra (NO)           |                     |
| Dop. Ceramiche Laveno          | Laveno Mombello (VA) |                     |
| S.C. Lonate                    | Lonate Pozzolo (VA)  |                     |
| Luino F.C. (B = riserve)       | Luino (VA)           |                     |
| U.S. Pro Angera                | Angera (VA)          |                     |
| A.S. Pro Gavirate              | Gavirate (VA)        |                     |
| U.S. Tainese                   | Taino (VA)           |                     |
| Varese Sportiva (B = riserve)  | Varese               |                     |

#### Classifica finale
|  | Pos. | Squadra          | Pt | G  | V | N | P | GF | GS | DR |
|  | ---- | ---------------- | -- | -- | - | - | - | -- | -- | -- |
|  | 1.   | Lonate           | 27 | 18 | . | . | . | .  | .  |    |
|  | 2.   | Pro Angera       | 26 | 18 | . | . | . | .  | .  |    |
|  | 3.   | Intra B          | 20 | 18 | . | . | . | .  | .  |    |
|  | 4.   | Gallaratese B    | 19 | 18 | . | . | . | .  | .  |    |
|  | 4.   | Tainese          | 19 | 18 | . | . | . | .  | .  |    |
|  | 6.   | Varese B         | 17 | 18 | . | . | . | .  | .  |    |
|  | 7.   | Arsaghese        | 15 | 18 | . | . | . | .  | .  |    |
|  | 8.   | Ceramiche Laveno | 13 | 18 | . | . | . | .  | .  |    |
|  | 8.   | Pro Gavirate     | 13 | 18 | . | . | . | .  | .  |    |
|  | 10.  | Luino B          | 8  | 18 | . | . | . | .  | .  |    |

Legenda:
      Ammesso ai gironi semifinali.
Regolamento:
Due punti a vittoria, uno a pareggio, zero a sconfitta.
Pari merito in caso di pari punti se non in zona promozione/finali.
Note:
Sono stati inflitti tre punti di penalizzazione.

### Girone D

#### Squadre partecipanti
| Squadra                               | Città                 | Stagione precedente |
| ------------------------------------- | --------------------- | ------------------- |
| U.S. Caronnese                        | Caronno Milanese (VA) |                     |
| C.S. Cantù (B = riserve)              | Cantù (CO)            |                     |
| U.S. Finese                           | Fino Mornasco (CO)    |                     |
| Legnano F.C. (C = allievi)            | Legnano (MI)          |                     |
| Meda F.C. (B = riserve)               | Meda (MI)             |                     |
| Pro Patria et Libertate (C = allievi) | Busto Arsizio (VA)    |                     |
| U.S. Rhodense (B = riserve)           | Rho (MI)              |                     |
| Dop. Snia Viscosa                     | Cesano Maderno (MI)   |                     |

#### Classifica finale
|  | Pos. | Squadra      | Pt | G  | V | N | P  | GF | GS | DR |
|  | ---- | ------------ | -- | -- | - | - | -- | -- | -- | -- |
|  | 1.   | Pro Patria C | 23 | 14 | . | . | .  | .  | .  |    |
|  | 2.   | Finese       | 21 | 14 | . | . | .  | .  | .  |    |
|  | 3.   | Legnano C    | 16 | 14 | . | . | .  | .  | .  |    |
|  | 4.   | Cantù B      | 14 | 14 | . | . | .  | .  | .  |    |
|  | 4.   | Snia Viscosa | 14 | 14 | . | . | .  | .  | .  |    |
|  | 6.   | Rhodense B   | 13 | 14 | . | . | .  | .  | .  |    |
|  | 7.   | Meda B       | 11 | 14 | . | . | .  | .  | .  |    |
|  | 8.   | Caronnese    | 0  | 14 | 0 | 0 | 14 | .  | .  |    |

Legenda:
      Ammesso ai gironi semifinali.
Regolamento:
Due punti a vittoria, uno a pareggio, zero a sconfitta.
Pari merito in caso di pari punti se non in zona promozione/finali.

### Girone E

#### Squadre partecipanti
| Squadra                  | Città           | Stagione precedente |
| ------------------------ | --------------- | ------------------- |
| U.S. Erbese              | Erba (CO)       |                     |
| A.C. Lecco (B = riserve) | Lecco (CO)      |                     |
| Menaggio S.C.            | Menaggio (CO)   |                     |
| U.S. Morbegnese          | Morbegno (SO)   |                     |
| G.S. Plinio Tarabini     | Tavernerio (CO) |                     |
| U.S. Tiranese            | Tirano (SO)     |                     |

#### Classifica finale
|  | Pos. | Squadra         | Pt | G  | V | N | P | GF | GS | DR |
|  | ---- | --------------- | -- | -- | - | - | - | -- | -- | -- |
|  | 1.   | Plinio Tarabini | 14 | 10 | . | . | . | .  | .  |    |
|  | 2.   | Lecco B         | 13 | 10 | . | . | . | .  | .  |    |
|  | 3.   | Erbese          | 12 | 10 | . | . | . | .  | .  |    |
|  | 4.   | Menaggio        | 10 | 10 | . | . | . | .  | .  |    |
|  | 5.   | Tiranese        | 6  | 10 | . | . | . | .  | .  |    |
|  | 6.   | Morbegnese      | 5  | 10 | . | . | . | .  | .  |    |

Legenda:
      Ammesso ai gironi semifinali.
Regolamento:
Due punti a vittoria, uno a pareggio, zero a sconfitta.
Pari merito in caso di pari punti se non in zona promozione/finali.

### Girone F

#### Squadre partecipanti
| Squadra                                         | Città                 | Stagione precedente |
| ----------------------------------------------- | --------------------- | ------------------- |
| U.S. Ardens (B = riserve)                       | Bergamo               |                     |
| Atalanta e Bergamasca Sez. Calcio (C = allievi) | Bergamo               |                     |
| Brescia F.C. (C = allievi)                      | Brescia               |                     |
| U.S. Clarense (B = riserve)                     | Chiari (BS)           |                     |
| U.S. Manerbiese                                 | Manerbio (BS)         |                     |
| S.S. Pro Ponte                                  | Ponte San Pietro (BG) |                     |
| C.S. Trevigliese (B = riserve)                  | Treviglio (BG)        |                     |
| S.S. Tritium                                    | Trezzo sull'Adda (MI) |                     |

#### Classifica finale
|  | Pos. | Squadra       | Pt | G  | V | N | P | GF | GS | DR |
|  | ---- | ------------- | -- | -- | - | - | - | -- | -- | -- |
|  | 1.   | Manerbiese    | 19 | 14 | . | . | . | .  | .  |    |
|  | 2.   | Ardens B      | 18 | 14 | . | . | . | .  | .  |    |
|  | 2.   | Brescia C     | 18 | 14 | . | . | . | .  | .  |    |
|  | 4.   | Clarense B    | 17 | 14 | . | . | . | .  | .  |    |
|  | 5.   | Atalanta C    | 13 | 14 | . | . | . | .  | .  |    |
|  | 5.   | Pro Ponte     | 13 | 14 | . | . | . | .  | .  |    |
|  | 7.   | Trevigliese B | 8  | 14 | . | . | . | .  | .  |    |
|  | 8.   | Tritium       | 4  | 14 | . | . | . | .  | .  |    |

Legenda:
      Ammesso ai gironi semifinali.
Regolamento:
Due punti a vittoria, uno a pareggio, zero a sconfitta.
Pari merito in caso di pari punti se non in zona promozione/finali.
Note:
Sono stati inflitti due punti di penalizzazione.

### Girone G

#### Squadre partecipanti
| Squadra                        | Città               | Stagione precedente                                   |
| ------------------------------ | ------------------- | ----------------------------------------------------- |
| U.S. Caratese (B = riserve)    | Carate Brianza (MI) |                                                       |
| A.C. Brianza                   | Albiate (MI)        |                                                       |
| A.C. Merate                    | Merate (CO)         |                                                       |
| A.C. Monza (B = riserve)       | Monza (MI)          |                                                       |
| A.S. Muggiò                    | Muggiò (MI)         |                                                       |
| S.G. Pro Lissone (B = riserve) | Lissone (MI)        | 6ª nel girone H della Terza Divisione della Lombardia |
| Seregno F.C. (B = riserve)     | Seregno (MI)        |                                                       |
| U.S. Vimercatese (B = riserve) | Vimercate (MI)      |                                                       |
| A.C. Villasanta                | Villasanta (MI)     |                                                       |
| Vis Nova S.C. (B = riserve)    | Giussano (MI)       |                                                       |

#### Classifica finale
|  | Pos. | Squadra       | Pt | G  | V | N | P | GF | GS | DR |
|  | ---- | ------------- | -- | -- | - | - | - | -- | -- | -- |
|  | 1.   | Seregno B     | 29 | 18 | . | . | . | .  | .  |    |
|  | 2.   | Brianza       | 27 | 18 | . | . | . | .  | .  |    |
|  | 3.   | Monza B       | 22 | 18 | . | . | . | .  | .  |    |
|  | 4.   | Muggiò        | 20 | 18 | . | . | . | .  | .  |    |
|  | 4.   | Pro Lissone B | 20 | 18 | . | . | . | .  | .  |    |
|  | 6.   | Merate        | 19 | 18 | . | . | . | .  | .  |    |
|  | 7.   | Vis Nova B    | 16 | 18 | . | . | . | .  | .  |    |
|  | 8.   | Villasanta    | 11 | 18 | . | . | . | .  | .  |    |
|  | 9.   | Caratese B    | 8  | 18 | . | . | . | .  | .  |    |
|  | 10.  | Vimercatese B | 3  | 18 | . | . | . | .  | .  |    |

Legenda:
      Ammesso ai gironi semifinali.
Regolamento:
Due punti a vittoria, uno a pareggio, zero a sconfitta.
Pari merito in caso di pari punti se non in zona promozione/finali.
Note:
Sono stati inflitti cinque punti di penalizzazione.

### Girone H

#### Squadre partecipanti
| Squadra                          | Città               | Stagione precedente                                    |
| -------------------------------- | ------------------- | ------------------------------------------------------ |
| Abbiategrasso F.C. (B = riserve) | Abbiategrasso (MI)  |                                                        |
| G.S. Bonservizi-Tonoli           | Milano-Bovisa       |                                                        |
| G.S. Cesare Battisti             | Milano              |                                                        |
| G.S. Guglielmo Oberdan           | Milano              |                                                        |
| Milan F.C. (C = allievi)         | Milano              | 2º nelle finali Allievi Lombardi della Terza Divisione |
| U.S. Mottese                     | Motta Visconti (MI) |                                                        |
| A.C. Nazionale Magentina         | Magenta (MI)        |                                                        |
| G.S. Ponte Nuovo                 | Magenta (MI)        |                                                        |
| G.Dop. Redaelli                  | Milano-Rogoredo     |                                                        |

#### Classifica finale
|  | Pos. | Squadra             | Pt | G  | V | N | P | GF | GS | DR |
|  | ---- | ------------------- | -- | -- | - | - | - | -- | -- | -- |
|  | 1.   | Milan C             | 23 | 16 | . | . | . | .  | .  |    |
|  | 2.   | Abbiategrasso B     | 20 | 16 | . | . | . | .  | .  |    |
|  | 3.   | Nazionale Magentina | 19 | 16 | . | . | . | .  | .  |    |
|  | 3.   | Mottese             | 19 | 16 | . | . | . | .  | .  |    |
|  | 5.   | Guglielmo Oberdan   | 17 | 16 | . | . | . | .  | .  |    |
|  | 6.   | Ponte Nuovo         | 13 | 16 | . | . | . | .  | .  |    |
|  | 6.   | Redaelli            | 13 | 16 | . | . | . | .  | .  |    |
|  | 8.   | Cesare Battisti     | 10 | 16 | . | . | . | .  | .  |    |
|  | 9.   | Bonservizi-Tonoli   | 7  | 16 | . | . | . | .  | .  |    |

Legenda:
      Ammesso ai gironi semifinali.
      Promosso in Seconda Divisione 1932-1933.
Regolamento:
Due punti a vittoria, uno a pareggio, zero a sconfitta.
Pari merito in caso di pari punti se non in zona promozione/finali.
Note:
Sono stati inflitti tre punti di penalizzazione.

### Girone I

#### Squadre partecipanti
| Squadra                     | Città                      | Stagione precedente |
| --------------------------- | -------------------------- | ------------------- |
| Alleanza F.G. (B = riserve) | Milano                     |                     |
| F.C. IV Novembre            | Milano                     |                     |
| C.S. F.G.C. Baracca         | Milano                     |                     |
| Belgioioso F.C.             | Belgioioso (PV)            |                     |
| S.C. Farini (B = riserve)   | Milano                     |                     |
| Minerva A.C. (B = riserve)  | Milano                     |                     |
| G.S. Roberto Sarfatti       | Milano-Quinto Romano       |                     |
| Sant'Angelo F.C.            | Sant'Angelo Lodigiano (MI) |                     |

#### Classifica finale
|  | Pos. | Squadra               | Pt       | G  | V | N | P  | GF | GS | DR |
|  | ---- | --------------------- | -------- | -- | - | - | -- | -- | -- | -- |
|  | 1.   | IV Novembre           | 20       | 12 | . | . | .  | .  | .  |    |
|  | 2.   | Belgioioso            | 18       | 12 | . | . | .  | .  | .  |    |
|  | 3.   | Sant'Angelo           | 15       | 12 | . | . | .  | .  | .  |    |
|  | 4.   | FGC Baracca           | 11       | 12 | . | . | .  | .  | .  |    |
|  | 4.   | Roberto Sarfatti (-1) | 11       | 12 | . | . | .  | .  | .  |    |
|  | 6.   | Alleanza              | 8        | 12 | . | . | .  | .  | .  |    |
|  | 7.   | Farini B              | 0        | 12 | 0 | 0 | 12 | .  | .  |    |
|  | --   | Minerva B             | Ritirato |    |   |   |    |    |    |    |

Legenda:
      Promosso in Seconda Divisione 1932-1933.
Regolamento:
Due punti a vittoria, uno a pareggio, zero a sconfitta.
Pari merito in caso di pari punti se non in zona promozione/finali.
Note:
Roberto Sarfatti ha scontato 1 punto di penalizzazione in classifica per una rinuncia.

### Girone L

#### Squadre partecipanti
| Squadra                                   | Città                 | Stagione precedente |
| ----------------------------------------- | --------------------- | ------------------- |
| U.S. Candia Lomellina                     | Candia Lomellina (PV) |                     |
| A.S. Casei                                | Casei Gerola (PV)     |                     |
| S.G. La Costanza Sez.Calcio (B = riserve) | Mortara (PV)          |                     |
| G.S. Juventus                             | Robbio (PV)           |                     |
| U.S. Tromellese                           | Tromello (PV)         |                     |
| G.C. Vigevanesi (B = riserve)             | Vigevano (PV)         |                     |

#### Classifica finale
|  | Pos. | Squadra          | Pt | G  | V | N | P | GF | GS | DR |
|  | ---- | ---------------- | -- | -- | - | - | - | -- | -- | -- |
|  | 1.   | Juventus         | 17 | 10 | . | . | . | .  | .  |    |
|  | 2.   | Candia Lomellina | 12 | 10 | . | . | . | .  | .  |    |
|  | 3.   | GC Vigevanesi B  | 11 | 10 | . | . | . | .  | .  |    |
|  | 4.   | La Costanza B    | 7  | 10 | . | . | . | .  | .  |    |
|  | 5.   | Casei            | 6  | 10 | . | . | . | .  | .  |    |
|  | 6.   | Tromellese       | 4  | 10 | . | . | . | .  | .  |    |

Legenda:
      Ammesso ai gironi semifinali.
Regolamento:
Due punti a vittoria, uno a pareggio, zero a sconfitta.
Pari merito in caso di pari punti se non in zona promozione/finali.
Note:
Sono stati inflitti tre punti di penalizzazione.

### Girone M

#### Squadre partecipanti
| Squadra                    | Città                      | Stagione precedente |
| -------------------------- | -------------------------- | ------------------- |
| U.S. Agratese              | Agrate Brianza (MI)        |                     |
| G.S. Carlo Tresoldi        | Cassano d'Adda (MI)        |                     |
| Dop. Cernusco Sez.Calcio   | Cernusco sul Naviglio (MI) |                     |
| G.S.F. Emilio Tonoli       | Milano                     |                     |
| Dop. Ferroviario           | Milano                     |                     |
| U.S. Gorgonzola            | Gorgonzola (MI)            |                     |
| U.S. Melzese (B = riserve) | Melzo (MI)                 |                     |
| G.S. Dop. Aziende Pirelli  | Milano-Bicocca             |                     |
| S.S. Rivoltana             | Rivolta d'Adda (CR)        |                     |

#### Classifica finale
|  | Pos. | Squadra        | Pt | G  | V | N | P | GF | GS | DR |
|  | ---- | -------------- | -- | -- | - | - | - | -- | -- | -- |
|  | 1.   | Pirelli        | 27 | 16 | . | . | . | .  | .  |    |
|  | 2.   | Emilio Tonoli  | 21 | 16 | . | . | . | .  | .  |    |
|  | 3.   | Ferroviario    | 19 | 16 | . | . | . | .  | .  |    |
|  | 4.   | Gorgonzola     | 18 | 16 | . | . | . | .  | .  |    |
|  | 5.   | Rivoltana      | 17 | 16 | . | . | . | .  | .  |    |
|  | 6.   | Carlo Tresoldi | 15 | 16 | . | . | . | .  | .  |    |
|  | 7.   | Cernusco       | 11 | 16 | . | . | . | .  | .  |    |
|  | 8.   | Agratese       | 7  | 16 | . | . | . | .  | .  |    |
|  | 9.   | Melzese B      | 5  | 16 | . | . | . | .  | .  |    |

Legenda:
      Ammesso ai gironi semifinali.
      Promosso in Seconda Divisione 1932-1933.
Regolamento:
Due punti a vittoria, uno a pareggio, zero a sconfitta.
Pari merito in caso di pari punti se non in zona promozione/finali.
Note:
Sono stati inflitti quattro punti di penalizzazione.

### Girone N

#### Squadre partecipanti
| Squadra                       | Città                   | Stagione precedente |
| ----------------------------- | ----------------------- | ------------------- |
| G.S.F. Armando Diaz           | Milano                  |                     |
| U.S. Bollatese (B = riserve)  | Bollate (MI)            |                     |
| G.S. Cederna                  | Monza (MI)              |                     |
| S.S. La Folgore               | Cesano Maderno (MI)     |                     |
| U.S. Paderno Dugnano          | Paderno Dugnano (MI)    |                     |
| S.C. Rovellasca (B = riserve) | Rovellasca (CO)         |                     |
| Saronno F.C. (B = riserve)    | Saronno (VA)            |                     |
| Savoia F.C.                   | Sesto San Giovanni (MI) |                     |
| A.S. Titania                  | Milano                  |                     |
| S.C. Villapizzone             | Milano-Villapizzone     |                     |

#### Classifica finale
|  | Pos. | Squadra         | Pt | G  | V | N | P  | GF | GS | DR |
|  | ---- | --------------- | -- | -- | - | - | -- | -- | -- | -- |
|  | 1.   | Saronno B       | 26 | 18 | . | . | .  | .  | .  |    |
|  | 2.   | Armando Diaz    | 25 | 18 | . | . | .  | .  | .  |    |
|  | 3.   | Cederna         | 24 | 18 | . | . | .  | .  | .  |    |
|  | 3.   | La Folgore      | 24 | 18 | . | . | .  | .  | .  |    |
|  | 5.   | Titania         | 20 | 18 | . | . | .  | .  | .  |    |
|  | 6.   | Villapizzone    | 18 | 18 | . | . | .  | .  | .  |    |
|  | 7.   | Bollatese B     | 17 | 18 | . | . | .  | .  | .  |    |
|  | 8.   | Paderno Dugnano | 16 | 18 | . | . | .  | .  | .  |    |
|  | 9.   | Savoia          | 12 | 18 | . | . | .  | .  | .  |    |
|  | 10.  | Rovellasca B    | 0  | 18 | 0 | 0 | 18 | .  | .  |    |

Legenda:
      Ammesso ai gironi semifinali.
Regolamento:
Due punti a vittoria, uno a pareggio, zero a sconfitta.
Pari merito in caso di pari punti se non in zona promozione/finali.
Note:
C'è un evidente errore nel computo dei punteggi (totale uguale a 182 invece di 180).

### Girone semifinale A
|  | Pos. | Squadra      | Pt | G | V | N | P | GF | GS | DR |
|  | ---- | ------------ | -- | - | - | - | - | -- | -- | -- |
|  | 1.   | Juventus     | 15 | 8 | 7 | 1 | 0 | .  | .  |    |
|  | 2.   | Milan C      | 13 | 8 | 6 | 1 | 1 | .  | .  |    |
|  | 3.   | Armando Diaz | 4  | 8 | . | . | . | .  | .  |    |
|  | 3.   | Mottese      | 4  | 8 | . | . | . | .  | .  |    |
|  | 3.   | Pirelli      | 4  | 8 | . | . | . | .  | .  |    |

Legenda:
      Promosso in Seconda Divisione 1932-1933.
Regolamento:
Due punti a vittoria, uno a pareggio, zero a sconfitta.
Pari merito in caso di pari punti se non in zona promozione/finali.

### Girone semifinale B
|  | Pos. | Squadra         | Pt | G | V | N | P | GF | GS | DR |
|  | ---- | --------------- | -- | - | - | - | - | -- | -- | -- |
|  | 1.   | Seregno B       | 10 | 6 | . | . | . | .  | .  |    |
|  | 2.   | Pro Patria C    | 7  | 6 | . | . | . | .  | .  |    |
|  | 3.   | Plinio Tarabini | 4  | 6 | . | . | . | .  | .  |    |
|  | 4.   | Lonate          | 3  | 6 | . | . | . | .  | .  |    |

Legenda:
      Ammesso alla finale per il titolo.
      Promosso in Seconda Divisione 1932-1933.
Regolamento:
Due punti a vittoria, uno a pareggio, zero a sconfitta.
Pari merito in caso di pari punti se non in zona promozione/finali.

### Girone semifinale C
|  | Pos. | Squadra    | Pt | G | V | N | P | GF | GS | DR |
|  | ---- | ---------- | -- | - | - | - | - | -- | -- | -- |
|  | 1.   | Manerbiese | 6  | 4 | . | . | . | .  | .  |    |
|  | 2.   | Fanfulla B | 5  | 4 | . | . | . | .  | .  |    |
|  | 3.   | Olubra     | 1  | 4 | 0 | 1 | 3 | .  | .  |    |

Legenda:
      Promosso in Seconda Divisione 1932-1933.
Regolamento:
Due punti a vittoria, uno a pareggio, zero a sconfitta.
Pari merito in caso di pari punti se non in zona promozione/finali.

### Girone finale
|  | Pos. | Squadra   | Pt | G | V | N | P | GF | GS | DR |
|  | ---- | --------- | -- | - | - | - | - | -- | -- | -- |
|  | 1.   | Juventus  | 3  | 2 | 1 | 1 | 0 | .  | .  |    |
|  | 2.   | Seregno B | 1  | 2 | 0 | 1 | 1 | .  | .  |    |

Legenda:
      Campione lombardo di Terza Divisione 1931-1932.
Regolamento:
Due punti a vittoria, uno a pareggio, zero a sconfitta.
Pari merito in caso di pari punti se non in zona promozione/finali.

## Veneto
Direttorio Regionale Veneto avente sede a Venezia.

### Girone A

#### Squadre partecipanti
| Squadra                      | Città                      | Stagione precedente |
| ---------------------------- | -------------------------- | ------------------- |
| A.C. Arzignano (B = riserve) | Arzignano (VI)             |                     |
| U.S. Audace B riserve        | Verona-San Michele Extra   |                     |
| Dop. Ferroviario             | Vicenza                    |                     |
| A.C. Lonigo (B = riserve)    | Lonigo (VI)                |                     |
| A.S. Sambonifacese           | San Bonifacio (VR)         |                     |
| A.S. San Giovanni Lupatoto   | San Giovanni Lupatoto (VR) |                     |
| A.C. Schio (B = riserve)     | Schio (VI)                 |                     |
| A.C. Thiene (B = riserve),   | Thiene (VI)                |                     |
| A.C. Valdagno (B = riserve)  | Valdagno (VI)              |                     |

#### Classifica finale
|  | Pos. | Squadra               | Pt       | G  | V | N | P | GF | GS |
|  | ---- | --------------------- | -------- | -- | - | - | - | -- | -- |
|  | 1.   | Sambonifacese         | 23       | 14 | . | . | . | .  | .  |
|  | 2.   | San Giovanni Lupatoto | 22       | 14 | . | . | . | .  | .  |
|  | 3.   | Schio B               | 16       | 14 | . | . | . | .  | .  |
|  | 4.   | Ferroviario           | 15       | 14 | . | . | . | .  | .  |
|  | 5.   | Arzignano B           | 13       | 14 | . | . | . | .  | .  |
|  | 6.   | Audace SME B          | 10       | 14 | . | . | . | .  | .  |
|  | 7.   | Thiene B              | 9        | 14 | . | . | . | .  | .  |
|  | 8.   | Lonigo B              | 1        | 14 | . | . | . | .  | .  |
|  | --.  | Valdagno B            | Ritirato |    |   |   |   |    |    |

Legenda:
      Ammesso alle finali.
Regolamento:
Due punti a vittoria, uno a pareggio, zero a sconfitta.
In caso di pari punti per le squadre fuori dalla zona promozione e retrocessione era in vigore il pari merito.
Note:
Sono stati inflitti tre punti di penalizzazione.

### Girone B

#### Squadre partecipanti
| Squadra                      | Città                    | Stagione precedente |
| ---------------------------- | ------------------------ | ------------------- |
| A.C. Bassano (B = riserve)   | Bassano del Grappa (VI)  |                     |
| Dop. Ferroviario             | Venezia                  |                     |
| G.S. Giorgione (B = riserve) | Castelfranco Veneto (TV) |                     |
| U.S. Mestrina (B = riserve)  | Venezia-Mestre           |                     |
| U.S. Marosticense            | Marostica (VI)           |                     |
| G.S.F. Muranese              | Venezia-Murano           |                     |
| A.C. Vicenza (B = riserve)   | Vicenza                  |                     |
| G.S. Viscosa                 | Padova                   |                     |

#### Classifica finale
|  | Pos. | Squadra      | Pt | G  | V | N | P | GF | GS |
|  | ---- | ------------ | -- | -- | - | - | - | -- | -- |
|  | 1.   | Ferroviario  | 21 | 14 | . | . | . | .  | .  |
|  | 2.   | Viscosa      | 20 | 14 | . | . | . | .  | .  |
|  | 3.   | Vicenza B    | 17 | 14 | . | . | . | .  | .  |
|  | 4.   | Giorgione B  | 14 | 14 | . | . | . | .  | .  |
|  | 5.   | Muranese     | 13 | 14 | . | . | . | .  | .  |
|  | 6.   | Marosticense | 10 | 14 | . | . | . | .  | .  |
|  | 6.   | Mestrina B   | 10 | 14 | . | . | . | .  | .  |
|  | 8.   | Bassano B    | 7  | 14 | . | . | . | .  | .  |

Legenda:
      Ammesso alle finali.
Regolamento:
Due punti a vittoria, uno a pareggio, zero a sconfitta.
In caso di pari punti per le squadre fuori dalla zona promozione e retrocessione era in vigore il pari merito.
Note:
Sono stati inflitti tre punti di penalizzazione.

### Girone C

#### Squadre partecipanti
| Squadra                               | Città                  | Stagione precedente |
| ------------------------------------- | ---------------------- | ------------------- |
| Adriatica Sportiva Lido (B = riserve) | Venezia                |                     |
| A.C. Belluno                          | Belluno                |                     |
| A.S.F. Bruno Calò                     | Conegliano (TV)        |                     |
| S.S. Libertas O.N.D.                  | Ceggia (VE)            |                     |
| S.S. San Donà di Piave                | San Donà di Piave (VE) |                     |
| Treviso F.C. (B = riserve)            | Treviso                |                     |
| Vittorio Veneto F.C.                  | Vittorio Veneto (TV)   |                     |

#### Classifica finale
|  | Pos. | Squadra          | Pt       | G  | V | N | P | GF | GS |
|  | ---- | ---------------- | -------- | -- | - | - | - | -- | -- |
|  | 1.   | Treviso B        | 17       | 10 | 8 | 1 | 1 | 31 | 14 |
|  | 2.   | Bruno Calò       | 13       | 10 | 6 | 1 | 3 | 18 | 11 |
|  | 3.   | Libertas Ceggia  | 9        | 10 | 4 | 1 | 5 | 25 | 20 |
|  | 3.   | Belluno (-1)     | 8        | 10 | 4 | 1 | 5 | 11 | 21 |
|  | 5.   | Vittorio Veneto  | 6        | 10 | 2 | 2 | 6 | 13 | 24 |
|  | 6.   | Sandonà (-1)     | 5        | 10 | 3 | 0 | 7 | 15 | 23 |
|  | --   | Adriatica Lido B | Ritirato |    |   |   |   |    |    |

Legenda:
      Ammesso alle finali.
Regolamento:
Due punti a vittoria, uno a pareggio, zero a sconfitta.
In caso di pari punti per le squadre fuori dalla zona promozione e retrocessione era in vigore il pari merito.
Note:
Belluno e San Donà hanno scontato 1 punto di penalizzazione in classifica per una rinuncia.

### Girone D

#### Squadre partecipanti
| Squadra                        | Città                    | Stagione precedente |
| ------------------------------ | ------------------------ | ------------------- |
| G.S.F. Badiese                 | Badia Polesine (RO)      |                     |
| C.S. Dolo (B = riserve)        | Dolo (VE)                |                     |
| F.G.C. Giovane Italia          | Polesella (RO)           |                     |
| A.C. Dop. Montagnana           | Montagnana (PD)          |                     |
| Petrarca F.C.                  | Padova                   |                     |
| G.S.F. Rovigo (B = riserve)    | Rovigo                   |                     |
| S.S. Serenissima (C = allievi) | Venezia                  |                     |
| S.S. Ugo Turrini               | Ariano nel Polesine (RO) |                     |

#### Classifica finale
|  | Pos. | Squadra               | Pt      | G  | V | N | P | GF | GS |
|  | ---- | --------------------- | ------- | -- | - | - | - | -- | -- |
|  | 1.   | Giovane Italia        | 18      | 12 | 8 | 2 | 2 | 23 | 16 |
|  | 2.   | Montagnana            | 16      | 12 | 7 | 2 | 3 | 31 | 15 |
|  | 3.   | Rovigo B              | 13      | 12 | 5 | 3 | 4 | 21 | 14 |
|  | 4.   | Ugo Turrini           | 13      | 12 | 6 | 1 | 5 | 18 | 19 |
|  | 5.   | Badiese               | 12      | 12 | 5 | 2 | 5 | 23 | 20 |
|  | 6.   | Petrarca F.C., Padova | 6       | 12 | 3 | 0 | 9 | 22 | 34 |
|  | 6.   | Serenissima C         | 6       | 12 | 2 | 2 | 8 | 13 | 41 |
|  | --   | Dolo B                | Escluso |    |   |   |   |    |    |

Legenda:
      Ammesso alle finali.
Regolamento:
Due punti a vittoria, uno a pareggio, zero a sconfitta.
In caso di pari punti per le squadre fuori dalla zona promozione e retrocessione era in vigore il pari merito.

### Girone semifinale A (promozione)
|  | Pos. | Squadra             | Pt | G | V | N | P | GF | GS |
|  | ---- | ------------------- | -- | - | - | - | - | -- | -- |
|  | 1.   | Sambonifacese       | 9  | 6 | 4 | 1 | 1 | 13 | 10 |
|  | 2.   | Bruno Calò          | 8  | 6 | 3 | 2 | 1 | 10 | 7  |
|  | 3.   | Ferroviario         | 3  | 6 | 1 | 1 | 4 | 11 | 16 |
|  | 3.   | Giovane Italia (-1) | 3  | 6 | 2 | 0 | 4 | 12 | 13 |

Legenda:
      Promosso in Seconda Divisione 1932-1933.
Regolamento:
Due punti a vittoria, uno a pareggio, zero a sconfitta.
In caso di pari punti per le squadre fuori dalla zona promozione e retrocessione era in vigore il pari merito.
Note:
Giovane Italia ha scontato 1 punto di penalizzazione in classifica per una rinuncia.

### Girone semifinale B (riserve)
- Rovigo B
- Schio B
- Treviso B
- Vicenza B

Il Rovigo B, il Treviso B e il Vicenza B si ritirano lasciando il solo lo Schio B che viene automaticamente ammesso alla finale per il titolo.

### Finalissima per il titolo
|               | Risultato |               | Luogo e data                  |  |
| ------------- | --------- | ------------- | ----------------------------- |  |
| Schio B       | 2 - 1     | Sambonifacese | Schio, 12 giugno 1932         |  |
| Sambonifacese | 5 - 2     | Schio B       | San Bonifacio, 26 giugno 1932 |  |
| Sambonifacese | 4 - 1     | Schio B       | Vicenza, 29 giugno 1932       |  |
|               |           |               |                               |  |

- La Sambonifacese è campione veneto di Terza Divisione 1931-1932.

## Venezia Giulia
Direttorio Regionale Giuliano avente sede a Trieste.

### Girone unico

#### Squadre partecipanti
| Squadra                       | Città          | Stagione precedente |
| ----------------------------- | -------------- | ------------------- |
| O.N.D. Aviano Sez.Calcio      | Aviano (UD)    |                     |
| O.N.D. Borgomeduna Sez.Calcio | Pordenone (UD) |                     |
| Dop. Cormonese                | Cormons (UD)   |                     |
| A.C. Pordenone (B = riserve)  | Pordenone (UD) |                     |
| C.S. Sacilese                 | Sacile (UD)    |                     |

#### Classifica finale
|  | Pos. | Squadra     | Pt       | G | V | N | P | GF | GS | DR |
|  | ---- | ----------- | -------- | - | - | - | - | -- | -- | -- |
|  | 1.   | Aviano      | 9        | 6 | . | . | . | .  | .  |    |
|  | 2.   | Borgomeduna | 5        | 6 | . | . | . | .  | .  |    |
|  | 2.   | Sacilese    | 5        | 6 | . | . | . | .  | .  |    |
|  | 4.   | Pordenone B | 4        | 6 | . | . | . | .  | .  |    |
|  | --   | Cormonese   | Ritirato |   |   |   |   |    |    |    |

Legenda:
      Campione giuliano e promosso in Seconda Divisione 1931-1932.
Regolamento:
Due punti a vittoria, uno a pareggio, zero a sconfitta.
Pari merito in caso di pari punti se non in zona promozione/finali.
Note:
È stato inflitto un punto di penalizzazione.

## Emilia
Direttorio Regionale Emiliano avente sede a Bologna.

### Girone A

#### Squadre partecipanti
| Squadra                        | Città                   | Stagione precedente |
| ------------------------------ | ----------------------- | ------------------- |
| G.S.F. Bagnolese               | Bagnolo in Piano (RE)   |                     |
| U.S. Casalmaggiore             | Casalmaggiore (CR)      |                     |
| U.S. Fiorenzuola (B = riserve) | Fiorenzuola d'Arda (PC) |                     |
| A.C. Mantova (B = riserve)     | Mantova                 |                     |
| Noceto F.C.                    | Noceto (PR)             |                     |
| Parma A.S.                     | Parma                   |                     |
| Soc. Pro Calcio                | Guastalla (RE)          |                     |
| A.C. Reggiana (B = riserve)    | Reggio Emilia           |                     |
| Suzzara S.C. (B = riserve)     | Suzzara (MN)            |                     |

#### Classifica finale
|  | Pos. | Squadra              | Pt       | G  | V | N | P | GF | GS | DR |
|  | ---- | -------------------- | -------- | -- | - | - | - | -- | -- | -- |
|  | 1.   | Bagnolese            | 17       | 12 | . | . | . | .  | .  |    |
|  | 2.   | Pro Calcio Guastalla | 16       | 12 | . | . | . | .  | .  |    |
|  | 3.   | Reggiana B           | 14       | 12 | . | . | . | .  | .  |    |
|  | 4.   | Mantova B            | 13       | 12 | . | . | . | .  | .  |    |
|  | 5.   | Casalmaggiore        | 10       | 12 | . | . | . | .  | .  |    |
|  | 6.   | Noceto               | 8        | 12 | . | . | . | .  | .  |    |
|  | 7.   | Fiorenzuola B        | 5        | 12 | . | . | . | .  | .  |    |
|  | --   | Parma B              | Ritirata |    |   |   |   |    |    |    |
|  | --   | Suzzara B            | Ritirata |    |   |   |   |    |    |    |

Legenda:
      Ammesso ai gironi semifinali.
Regolamento:
Due punti a vittoria, uno a pareggio, zero a sconfitta.
Pari merito in caso di pari punti se non in zona promozione/finali.
Note:
È stato inflitto un punto di penalizzazione.

### Girone B

#### Squadre partecipanti
| Squadra                        | Città                      | Stagione precedente |
| ------------------------------ | -------------------------- | ------------------- |
| Bologna S.C. (C = allievi)     | Bologna                    |                     |
| U.S. Bondenese                 | Bondeno (FE)               |                     |
| A.C. Carpi (B = riserve)       | Carpi (MO)                 |                     |
| Pol. Casalecchio (B = riserve) | Casalecchio di Reno (BO)   |                     |
| S.G. Fortitudo                 | Bologna                    |                     |
| Modena F.C. (C = allievi)      | Modena                     |                     |
| U.S. Pro Patria                | San Felice sul Panaro (MO) |                     |
| Dop. San Lazzaro di Savena     | San Lazzaro di Savena (BO) |                     |
| U.S. Scandianese               | Scandiano (RE)             |                     |
| Pol. Virtus Bibbianese         | Bibbiano (RE)              |                     |

#### Classifica finale
|  | Pos. | Squadra           | Pt       | G  | V | N | P | GF | GS | DR |
|  | ---- | ----------------- | -------- | -- | - | - | - | -- | -- | -- |
|  | 1.   | Bologna C         | 25       | 16 | . | . | . | .  | .  |    |
|  | 2.   | Carpi B           | 22       | 16 | . | . | . | .  | .  |    |
|  | 3.   | Pro Patria        | 20       | 16 | . | . | . | .  | .  |    |
|  | 4.   | San Lazzaro       | 19       | 16 | . | . | . | .  | .  |    |
|  | 5.   | Modena C          | 17       | 16 | . | . | . | .  | .  |    |
|  | 6.   | Scandianese       | 13       | 16 | . | . | . | .  | .  |    |
|  | 7.   | Bondenese         | 11       | 16 | . | . | . | .  | .  |    |
|  | 8.   | Fortitudo         | 9        | 16 | . | . | . | .  | .  |    |
|  | 9.   | Virtus Bibbianese | 7        | 16 | . | . | . | .  | .  |    |
|  | --   | Casalecchio B     | Ritirata |    |   |   |   |    |    |    |

Legenda:
      Ammesso ai gironi semifinali.
Regolamento:
Due punti a vittoria, uno a pareggio, zero a sconfitta.
Pari merito in caso di pari punti se non in zona promozione/finali.
Note:
È stato inflitto un punto di penalizzazione.

### Girone C

#### Squadre partecipanti
| Squadra                              | Città                  | Stagione precedente |
| ------------------------------------ | ---------------------- | ------------------- |
| U.S. Argentana                       | Argenta (FE)           |                     |
| Dop.Sp. Codigoro                     | Codigoro (FE)          |                     |
| U.S. Comacchiese                     | Comacchio (FE)         |                     |
| U.S. Copparese                       | Copparo (FE)           |                     |
| Dop. Ennio Bortolotti                | Berra (FE)             |                     |
| S.S. Jolanda di Savoia               | Jolanda di Savoia (FE) |                     |
| Pol. Massese                         | Massa Fiscaglia (FE)   |                     |
| Soc.Pol. Portuense (B = riserve)     | Portomaggiore (FE)     |                     |
| Robur F.C.                           | Lagosanto (FE)         |                     |
| Soc. Pol. Ars et Labor (B = riserve) | Ferrara                |                     |

#### Classifica finale
|  | Pos. | Squadra           | Pt       | G  | V | N | P | GF | GS | DR |
|  | ---- | ----------------- | -------- | -- | - | - | - | -- | -- | -- |
|  | 1.   | Codigoro          | 15       | 10 | . | . | . | .  | .  |    |
|  | 2.   | Argentana         | 12       | 10 | . | . | . | .  | .  |    |
|  | 2.   | Jolanda di Savoia | 12       | 10 | . | . | . | .  | .  |    |
|  | 2.   | SPAL B            | 12       | 10 | . | . | . | .  | .  |    |
|  | 5.   | Comacchiese       | 6        | 10 | . | . | . | .  | .  |    |
|  | 6.   | Ennio Bortolotti  | 2        | 10 | . | . | . | .  | .  |    |
|  | --   | Portuense B       | Ritirata |    |   |   |   |    |    |    |
|  | --   | Robur             | Ritirata |    |   |   |   |    |    |    |
|  | --   | Massese           | Ritirata |    |   |   |   |    |    |    |
|  | --   | Copparese         | Ritirata |    |   |   |   |    |    |    |

Legenda:
      Ammesso ai gironi semifinali.
Regolamento:
Due punti a vittoria, uno a pareggio, zero a sconfitta.
Pari merito in caso di pari punti se non in zona promozione/finali.
Note:
È stato inflitto un punto di penalizzazione.

### Girone D

#### Squadre partecipanti
| Squadra                                      | Città          | Stagione precedente |
| -------------------------------------------- | -------------- | ------------------- |
| E.S. Alfonsinese                             | Alfonsine (RA) |                     |
| C.A. Faenza (B = riserve)                    | Faenza (RA)    |                     |
| Dop. Ferroviario                             | Rimini (FO)    |                     |
| A.S. Forlì (B = riserve)                     | Forlì          |                     |
| U.S. Libertas                                | Rimini (FO)    |                     |
| S.S. Lughese Francesco Baracca (B = riserve) | Lugo (RA)      |                     |
| A.C. Ravenna (B = riserve)                   | Ravenna        |                     |
| U.S. Russi (B = riserve)                     | Russi (RA)     |                     |

#### Classifica finale
|  | Pos. | Squadra              | Pt | G  | V | N | P | GF | GS | DR |
|  | ---- | -------------------- | -- | -- | - | - | - | -- | -- | -- |
|  | 1.   | Forlì B              | 18 | 14 | . | . | . | .  | .  |    |
|  | 2.   | Ravenna B            | 17 | 14 | . | . | . | .  | .  |    |
|  | 3.   | Libertas Rimini      | 16 | 14 | . | . | . | .  | .  |    |
|  | 4.   | Faenza B             | 14 | 14 | . | . | . | .  | .  |    |
|  | 4.   | Ferroviario          | 14 | 14 | . | . | . | .  | .  |    |
|  | 4.   | Alfonsinese          | 14 | 14 | . | . | . | .  | .  |    |
|  | 7.   | Lughese F. Baracca B | 11 | 14 | . | . | . | .  | .  |    |
|  | 8.   | Russi B              | 8  | 14 | . | . | . | .  | .  |    |

Legenda:
      Ammesso ai gironi semifinali.
Regolamento:
Due punti a vittoria, uno a pareggio, zero a sconfitta.
Pari merito in caso di pari punti se non in zona promozione/finali.

### Girone semifinale A
|  | Pos. | Squadra               | Pt | G | V | N | P | GF | GS | DR |
|  | ---- | --------------------- | -- | - | - | - | - | -- | -- | -- |
|  | 1.   | San Lazzaro di Savena | 2  | 2 | . | . | . | .  | .  |    |
|  | 2.   | Pro Calcio Guastalla  | 2  | 2 | . | . | . | .  | .  |    |

Legenda:
      Ammesso alla finale per il titolo.
      Promosso in Seconda Divisione 1932-1933.
Regolamento:
Due punti a vittoria, uno a pareggio, zero a sconfitta.
Pari merito in caso di pari punti se non in zona promozione/finali.

### Girone semifinale B
|  | Pos. | Squadra   | Pt | G | V | N | P | GF | GS | DR |
|  | ---- | --------- | -- | - | - | - | - | -- | -- | -- |
|  | 1.   | SPAL B    | 7  | 4 | 3 | 1 | 0 | .  | .  |    |
|  | 2.   | Argentana | 3  | 4 | . | . | . | .  | .  |    |
|  | 3.   | Codigoro  | 2  | 4 | . | . | . | .  | .  |    |

Legenda:
      Ammesso alla finale per il titolo.
      Promosso in Seconda Divisione 1932-1933.
Regolamento:
Due punti a vittoria, uno a pareggio, zero a sconfitta.
Pari merito in caso di pari punti se non in zona promozione/finali.

### Girone semifinale C
|  | Pos. | Squadra         | Pt | G | V | N | P | GF | GS | DR |
|  | ---- | --------------- | -- | - | - | - | - | -- | -- | -- |
|  | 1.   | Bologna C       | 8  | 4 | 4 | 0 | 0 | .  | .  |    |
|  | 2.   | Libertas Rimini | 4  | 4 | 2 | 0 | 2 | .  | .  |    |
|  | 3.   | Alfonsinese     | 0  | 4 | 0 | 0 | 4 | .  | .  |    |

Legenda:
      Ammesso alla finale per il titolo.
      Promosso in Seconda Divisione 1932-1933.
Regolamento:
Due punti a vittoria, uno a pareggio, zero a sconfitta.
Pari merito in caso di pari punti se non in zona promozione/finali.

### Girone finale
|  | Pos. | Squadra               | Pt | G | V | N | P | GF | GS | DR |
|  | ---- | --------------------- | -- | - | - | - | - | -- | -- | -- |
|  | 1.   | Bologna C             | 7  | 4 | 3 | 1 | 0 | .  | .  |    |
|  | 2.   | San Lazzaro di Savena | 3  | 4 | . | . | . | .  | .  |    |
|  | 3.   | SPAL B                | 1  | 4 | . | . | . | .  | .  |    |

Legenda:
      Campione emiliano di Terza Divisione 1931-1932.
      Promosso in Seconda Divisione 1932-1933.
Regolamento:
Due punti a vittoria, uno a pareggio, zero a sconfitta.
Pari merito in caso di pari punti se non in zona promozione/finali.
Note:
È stato inflitto un punto di penalizzazione per una rinuncia.

## Toscana
Direttorio Regionale Toscano avente sede a Firenze.

### Girone A

#### Squadre partecipanti
| Squadra                   | Città            | Stagione precedente |
| ------------------------- | ---------------- | ------------------- |
| U.S. Arezzo (B = riserve) | Arezzo           |                     |
| U.S. Aquila (B = riserve) | Montevarchi (AR) |                     |
| Empoli F.C. (B = riserve) | Empoli (FI)      |                     |
| G.S.F. Impruneta          | Impruneta (FI)   |                     |
| S.S. Robur (B = riserve)  | Siena            |                     |

#### Classifica finale
|  | Pos. | Squadra       | Pt | G | V | N | P | GF | GS | DR |
|  | ---- | ------------- | -- | - | - | - | - | -- | -- | -- |
|  | 1.   | Impruneta     | 14 | 8 | . | . | . | .  | .  |    |
|  | 1.   | Empoli B      | 14 | 8 | . | . | . | .  | .  |    |
|  | 3.   | Montevarchi B | 8  | 8 | . | . | . | .  | .  |    |
|  | 4.   | Arezzo B      | 3  | 8 | 1 | 1 | 6 | .  | .  |    |
|  | 5.   | Robur B       | 1  | 8 | 0 | 1 | 7 | .  | .  |    |

Legenda:
      Ammesso alle finali.
Regolamento:
Due punti a vittoria, uno a pareggio, zero a sconfitta.
In caso di pari punti per le squadre fuori dalla zona promozione e retrocessione era in vigore il pari merito.

### Girone B

#### Squadre partecipanti
| Squadra                        | Città                  | Stagione precedente |
| ------------------------------ | ---------------------- | ------------------- |
| U.S. Borgo San Lorenzo         | Borgo San Lorenzo (FI) |                     |
| U.S. Campigiana                | Campi Bisenzio (FI)    |                     |
| G.S. Littorio (B = riserve)    | Firenze                |                     |
| U.S. Pistoiese (C = allievi)   | Pistoia                |                     |
| Prato S.C. (B = riserve)       | Prato (FI)             |                     |
| S.S. Delle Signe (B = riserve) | Signa (FI)             |                     |

#### Classifica finale
|  | Pos. | Squadra           | Pt | G  | V | N | P | GF | GS | DR |
|  | ---- | ----------------- | -- | -- | - | - | - | -- | -- | -- |
|  | 1.   | Pistoiese C       | 17 | 10 | . | . | . | .  | .  |    |
|  | 2.   | Prato B           | 12 | 10 | . | . | . | .  | .  |    |
|  | 2.   | Le Signe B        | 12 | 10 | . | . | . | .  | .  |    |
|  | 4.   | Borgo San Lorenzo | 10 | 10 | . | . | . | .  | .  |    |
|  | 5.   | Littorio B        | 6  | 10 | . | . | . | .  | .  |    |
|  | 6.   | Campigiana        | 3  | 10 | . | . | . | .  | .  |    |

Legenda:
      Ammesso alle finali.
Regolamento:
Due punti a vittoria, uno a pareggio, zero a sconfitta.
In caso di pari punti per le squadre fuori dalla zona promozione e retrocessione era in vigore il pari merito.
Note:
È stato inflitto un punto di penalizzazione.

### Girone C

#### Squadre partecipanti
| Squadra                                     | Città                       | Stagione precedente |
| ------------------------------------------- | --------------------------- | ------------------- |
| U.S. Littoriale                             | Ripafratta (PI)             |                     |
| U.S. Lucchese Libertas (C = allievi)        | Lucca                       |                     |
| Pisa S.C. (B = riserve)                     | Pisa                        |                     |
| U.S. Seravezza                              | Seravezza (LU)              |                     |
| U.S. Torrelaghese                           | Torre del Lago Puccini (LU) |                     |
| U.S. Vezio Parducci Viareggio (B = riserve) | Viareggio (LU)              |                     |

#### Classifica finale
|  | Pos. | Squadra                    | Pt | G  | V | N | P | GF | GS | DR  |
|  | ---- | -------------------------- | -- | -- | - | - | - | -- | -- | --- |
|  | 1.   | Pisa B                     | 15 | 10 | 7 | 1 | 2 | 27 | 11 | +16 |
|  | 2.   | Lucchese C                 | 12 | 10 | 5 | 2 | 3 | 24 | 15 | +9  |
|  | 3.   | Vezio Parducci Viareggio B | 11 | 10 | 4 | 3 | 3 | 22 | 15 | +7  |
|  | 3.   | Torrelaghese               | 11 | 10 | 5 | 1 | 4 | 16 | 15 | +1  |
|  | 5.   | Littoriale                 | 7  | 10 | 3 | 1 | 6 | 11 | 25 | -14 |
|  | 6.   | Seravezza                  | 4  | 10 | 0 | 4 | 6 | 8  | 27 | -19 |

Legenda:
      Ammesso alle finali.
Regolamento:
Due punti a vittoria, uno a pareggio, zero a sconfitta.
In caso di pari punti per le squadre fuori dalla zona promozione e retrocessione era in vigore il pari merito.

### Girone D

#### Squadre partecipanti
| Squadra                                            | Città                     | Stagione precedente |
| -------------------------------------------------- | ------------------------- | ------------------- |
| U.S. Angelo Belloni (B = riserve)                  | Massa                     |                     |
| U.S. Carrarese F. "Pietrino Binelli" (B = riserve) | Carrara                   |                     |
| G.S.F. Marina                                      | Carrara-Marina di Carrara |                     |
| G.S. Odero Terni (B = riserve)                     | La Spezia                 |                     |
| A.S. San Marco                                     | Carrara-Avenza            |                     |
| U.S. Sarzanese                                     | Sarzana (SP)              |                     |

#### Classifica finale
|  | Pos. | Squadra                | Pt | G  | V | N | P | GF | GS | DR  |
|  | ---- | ---------------------- | -- | -- | - | - | - | -- | -- | --- |
|  | 1.   | Odero Terni B          | 14 | 10 | 5 | 4 | 1 | 22 | 7  | +15 |
|  | 2.   | Sarzanese              | 13 | 10 | 4 | 5 | 1 | 22 | 8  | +14 |
|  | 3.   | Marina                 | 11 | 10 | 2 | 7 | 1 | 15 | 14 | +1  |
|  | 4.   | San Marco              | 9  | 10 | 4 | 1 | 5 | 16 | 23 | -7  |
|  | 5.   | Carrarese P. Binelli B | 8  | 10 | 2 | 4 | 4 | 12 | 19 | -7  |
|  | 6.   | Angelo Belloni B       | 5  | 10 | 2 | 1 | 7 | 15 | 31 | -16 |

Legenda:
      Ammesso alle finali.
Regolamento:
Due punti a vittoria, uno a pareggio, zero a sconfitta.
In caso di pari punti per le squadre fuori dalla zona promozione e retrocessione era in vigore il pari merito.

### Girone E

#### Squadre partecipanti
| Squadra                          | Città                 | Stagione precedente |
| -------------------------------- | --------------------- | ------------------- |
| U.S. Elbana                      | Portoferraio (LI)     |                     |
| U.S. Grosseto (B = riserve)      | Grosseto              |                     |
| U.S. Livorno (C = allievi)       | Livorno               |                     |
| U.S. Sempre Avanti (B = riserve) | Piombino (LI)         |                     |
| G.S. Solvay (B = riserve)        | Rosignano Solvay (LI) |                     |

#### Classifica finale
|  | Pos. | Squadra         | Pt | G | V | N | P | GF | GS | DR  |
|  | ---- | --------------- | -- | - | - | - | - | -- | -- | --- |
|  | 1.   | Sempre Avanti B | 12 | 8 | 6 | 0 | 2 | 17 | 5  | +12 |
|  | 2.   | Livorno C       | 11 | 8 | 4 | 3 | 1 | 19 | 11 | +8  |
|  | 3.   | Elbana          | 9  | 8 | 4 | 1 | 3 | 13 | 15 | -2  |
|  | 4.   | Grosseto B      | 6  | 8 | 2 | 2 | 4 | 11 | 13 | -2  |
|  | 5.   | Solvay B        | 2  | 8 | 0 | 2 | 6 | 5  | 21 | -16 |

Legenda:
      Ammesso alla finale per il titolo.
Regolamento:
Due punti a vittoria, uno a pareggio, zero a sconfitta.
In caso di pari punti per le squadre fuori dalla zona promozione e retrocessione era in vigore il pari merito.

### Girone semifinale A (promozione)
|  | Pos. | Squadra                | Pt       | G | V | N | P | GF | GS | DR |
|  | ---- | ---------------------- | -------- | - | - | - | - | -- | -- | -- |
|  | 1.   | Impruneta              | 6        | 4 | 3 | 0 | 1 | 7  | 2  | +5 |
|  | 2.   | Elbana (-1)            | 3        | 4 | 2 | 0 | 2 | 6  | 5  | +1 |
|  | 3.   | Borgo San Lorenzo (-2) | 0        | 4 | 1 | 0 | 3 | 4  | 10 | -6 |
|  | --   | Torrelaghese           | Ritirata |   |   |   |   |    |    |    |

Legenda:
      Promosso in Seconda Divisione 1932-1933.
Regolamento:
Due punti a vittoria, uno a pareggio, zero a sconfitta.
In caso di pari punti per le squadre fuori dalla zona promozione e retrocessione era in vigore il pari merito.
Note:
Elbana ha scontato 1 punto di penalizzazione in classifica per una rinuncia.
Borgo San Lorenzo ha scontato 2 punti di penalizzazione in classifica per due rinunce.

### Girone semifinale B (riserve)
|  | Pos. | Squadra         | Pt       | G | V | N | P | GF | GS | DR |
|  | ---- | --------------- | -------- | - | - | - | - | -- | -- | -- |
|  | 1.   | Sempre Avanti B | 4        | 4 | 2 | 0 | 2 | 9  | 8  | +1 |
|  | 1.   | Pistoiese C     | 4        | 4 | 2 | 0 | 2 | 11 | 11 | 0  |
|  | 1.   | Pisa B          | 4        | 4 | 2 | 0 | 2 | 11 | 12 | -1 |
|  | --   | Empoli B        | Ritirata |   |   |   |   |    |    |    |

Legenda:
      Ammesso alla finale per il titolo.
Regolamento:
Due punti a vittoria, uno a pareggio, zero a sconfitta.
In caso di pari punti per le squadre fuori dalla zona promozione e retrocessione era in vigore il pari merito.

### Qualificazione
|             | Risultato       |        | Luogo e data         |
| ----------- | --------------- | ------ | -------------------- |
| Pistoiese B | 2 - 0 (forfait) | Pisa B | Lucca, 27 marzo 1932 |
|             |                 |        |                      |

|                 | Risultato |             | Luogo e data           |
| --------------- | --------- | ----------- | ---------------------- |
| Sempre Avanti B | 3 - 0     | Pistoiese B | Livorno, 3 aprile 1932 |
|                 |           |             |                        |

### Finale per il titolo
|               | Risultato |             | Luogo e data            |  |
| ------------- | --------- | ----------- | ----------------------- |  |
| Sempre Avanti | 2 - 0     | Impruneta B | Livorno, 10 aprile 1932 |  |
|               |           |             |                         |  |

- Sempre Avanti campione toscano di Terza Divisione 1931-1932.

## Marche
Direttorio Regionale Marchigiano avente sede ad Ancona.

### Girone unico

#### Squadre partecipanti
| Squadra                           | Città                         | Stagione precedente |
| --------------------------------- | ----------------------------- | ------------------- |
| Ass. Pol. Adriatica               | Porto Recanati (MC)           |                     |
| S.S. Ascoli (B = riserve)         | Ascoli Piceno                 |                     |
| S.S. Emilio Bianchi (B = riserve) | Ancona                        |                     |
| U.S. Fermana (B = riserve)        | Fermo (AP)                    |                     |
| Dop. Ferroviario                  | Ancona                        |                     |
| S.S. Macerata (B = riserve)       | Macerata                      |                     |
| U.S. Portocivitanova              | Porto Civitanova (MC)         |                     |
| S.A. Sambenedettese (B = riserve) | San Benedetto del Tronto (AP) |                     |
| U.S. Sangiorgese                  | Porto San Giorgio (AP)        |                     |
| U.S. Tolentino                    | Tolentino (MC)                |                     |

#### Classifica finale
|  | Pos. | Squadra          | Pt       | G  | V | N | P | GF | GS | DR |
|  | ---- | ---------------- | -------- | -- | - | - | - | -- | -- | -- |
|  | 1.   | Ferroviario      | 17       | 10 | . | . | . | .  | .  |    |
|  | 2.   | Tolentino        | 14       | 10 | . | . | . | .  | .  |    |
|  | 3.   | Sangiorgese      | 13       | 10 | . | . | . | .  | .  |    |
|  | 4.   | Adriatica        | 11       | 10 | . | . | . | .  | .  |    |
|  | 5.   | Emilio Bianchi B | 4        | 10 | . | . | . | .  | .  |    |
|  | 6.   | Ascoli B         | 0        | 10 | . | . | . | .  | .  |    |
|  | --   | Sambenedettese B | Ritirata |    |   |   |   |    |    |    |
|  | --   | Fermana B        | Esclusa  |    |   |   |   |    |    |    |
|  | --   | Portocivitanova  | Ritirato |    |   |   |   |    |    |    |
|  | --   | Macerata B       | Ritirato |    |   |   |   |    |    |    |

Legenda:
      Campione marchigiano e promosso in Seconda Divisione 1932-1933
Regolamento:
Due punti a vittoria, uno a pareggio, zero a sconfitta.
Pari merito in caso di pari punti se non in zona promozione/finali.
Note:
È stato inflitto un punto di penalizzazione.

## Lazio
Direttorio Regionale Laziale avente sede a Roma.

### Girone A

#### Squadre partecipanti
| Squadra                      | Città                  | Stagione precedente |
| ---------------------------- | ---------------------- | ------------------- |
| S.S. Anzio                   | Anzio (RM)             |                     |
| S.S. Lazio (C = allievi)     | Roma                   |                     |
| Dop.Az. Maccarese Sez.Calcio | Roma-Maccarese         |                     |
| A.S. Roma (C = allievi)      | Roma                   |                     |
| G.S. Supertessile            | Rieti                  |                     |
| S.S. Tuscania                | Tuscania (VT)          |                     |
| U.S. Veliti del Littorio     | Civita Castellana (VT) |                     |
| A.S. Viterbo                 | Viterbo                |                     |

#### Classifica finale
|  | Pos. | Squadra                  | Pt       | G  | V  | N | P  | GF | GS | DR  |
|  | ---- | ------------------------ | -------- | -- | -- | - | -- | -- | -- | --- |
|  | 1.   | Roma C                   | 22       | 12 | 10 | 2 | 0  | 23 | 5  | +18 |
|  | 2.   | Lazio C                  | 16       | 12 | 7  | 2 | 3  | 45 | 11 | +34 |
|  | 3.   | Maccarese                | 13       | 12 | 5  | 3 | 4  | 19 | 15 | +4  |
|  | 3.   | Anzio                    | 13       | 12 | 6  | 1 | 5  | 15 | 14 | +1  |
|  | 5.   | Supertessile Rieti       | 9        | 12 | 4  | 1 | 7  | 15 | 27 | -12 |
|  | 6.   | Veliti del Littorio (-1) | 8        | 12 | 4  | 1 | 7  | 21 | 29 | -8  |
|  | 7.   | Viterbo                  | 2        | 12 | 1  | 0 | 11 | 6  | 43 | -37 |
|  | --   | Tuscania                 | Ritirato |    |    |   |    |    |    |     |

Legenda:
      Ammesso al girone finale.
Regolamento:
Due punti a vittoria, uno a pareggio, zero a sconfitta.
Pari merito in caso di pari punti se non in zona promozione/finali.
Note:
Veliti del Littorio ha scontato 1 punto di penalizzazione in classifica per una rinuncia.

### Girone B

#### Squadre partecipanti
| Squadra                             | Città         | Stagione precedente |
| ----------------------------------- | ------------- | ------------------- |
| A.S. Alba                           | Roma          |                     |
| C.S. Concordia                      | Roma          |                     |
| S.G.S. Fortitudo                    | Roma          |                     |
| A.C. Sora                           | Sora (FR)     |                     |
| S.G.S. Spes                         | Roma          |                     |
| S.S. Tiburtina Ardita (B = riserve) | Roma          |                     |
| S.S. Trasimeno                      | Roma          |                     |
| S.C. Tuscolano                      | Frascati (RM) |                     |

#### Classifica finale
|  | Pos. | Squadra                | Pt      | G  | V  | N | P | GF | GS | DR  |
|  | ---- | ---------------------- | ------- | -- | -- | - | - | -- | -- | --- |
|  | 1.   | Fortitudo              | 22      | 12 | 11 | 0 | 1 | 37 | 6  | +31 |
|  | 2.   | Sora                   | 15      | 12 | 7  | 1 | 4 | 23 | 11 | +12 |
|  | 3.   | Concordia              | 14      | 12 | 5  | 4 | 3 | 16 | 21 | -5  |
|  | 4.   | Tiburtina Ardita B(-1) | 8       | 12 | 3  | 3 | 6 | 11 | 19 | -8  |
|  | 4.   | Trasimeno (-1)         | 8       | 12 | 3  | 3 | 6 | 12 | 23 | -11 |
|  | 4.   | Alba Roma              | 8       | 12 | 3  | 2 | 7 | 11 | 16 | -5  |
|  | 7.   | Spes                   | 7       | 12 | 3  | 1 | 8 | 10 | 22 | -12 |
|  | --   | Tuscolano              | Escluso |    |    |   |   |    |    |     |

Legenda:
      Ammesso al girone finale.
Regolamento:
Due punti a vittoria, uno a pareggio, zero a sconfitta.
Pari merito in caso di pari punti se non in zona promozione/finali.
Note:
Trasimeno e Tiburtina Ardita B hanno scontato 1 punto di penalizzazione in classifica per una rinuncia.
C'è discordanza nel computo delle reti fatte e subite (rispettivamente 120 e 118).

### Girone finale
|  | Pos. | Squadra   | Pt | G  | V | N | P | GF | GS | DR  |
|  | ---- | --------- | -- | -- | - | - | - | -- | -- | --- |
|  | 1.   | Fortitudo | 17 | 10 | 8 | 1 | 1 | .  | .  |     |
|  | 2.   | Lazio C   | 16 | 10 | 8 | 0 | 2 | 21 | 10 | +11 |
|  | 3.   | Sora      | 8  | 10 | 3 | 2 | 5 | .  | .  |     |
|  | 4.   | Roma C    | 7  | 10 | 3 | 1 | 6 | .  | .  |     |
|  | 4.   | Anzio     | 7  | 10 | 3 | 1 | 6 | .  | .  |     |
|  | 6.   | Maccarese | 5  | 10 | 2 | 1 | 7 | .  | .  |     |

Legenda:
      Promosso in Seconda Divisione 1932-1933
Regolamento:
Due punti a vittoria, uno a pareggio, zero a sconfitta.
Pari merito in caso di pari punti se non in zona promozione/finali.

## Campania
Direttorio Regionale Campano avente sede a Napoli.

### Girone A

#### Squadre partecipanti
| Squadra                       | Città                               | Stagione precedente |
| ----------------------------- | ----------------------------------- | ------------------- |
| A.S. Avellino (B = riserve)   | Avellino                            |                     |
| G.S. Cotoniere (B = riserve)  | Angri (SA)                          |                     |
| A.S. Pagani                   | Pagani (SA)                         |                     |
| A.S.F. Sangiovannese          | Napoli-San Giovanni a Teduccio (NA) |                     |
| U.S. Sarnese                  | Sarno (SA)                          |                     |
| U.S.F. Stabiese (B = riserve) | Castellammare di Stabia (NA)        |                     |
| U.S. Torrese (B = riserve)    | Torre del Greco (NA)                |                     |

#### Classifica finale
|  | Pos. | Squadra       | Pt | G  | V | N | P | GF | GS | DR |
|  | ---- | ------------- | -- | -- | - | - | - | -- | -- | -- |
|  | 1.   | Sangiovannese | 19 | 12 | . | . | . | .  | .  |    |
|  | 2.   | Sarnese       | 15 | 12 | . | . | . | .  | .  |    |
|  | 2.   | Torrese B     | 15 | 12 | . | . | . | .  | .  |    |
|  | 4.   | FC Stabiese   | 14 | 12 | . | . | . | .  | .  |    |
|  | 4.   | Pagani        | 14 | 12 | . | . | . | .  | .  |    |
|  | 6.   | Avellino B    | 3  | 12 | . | . | . | .  | .  |    |
|  | 7.   | Cotoniere B   | 1  | 12 | . | . | . | .  | .  |    |

Legenda:
      Ammesso al girone finale.
Regolamento:
Due punti a vittoria, uno a pareggio, zero a sconfitta.
Pari merito in caso di pari punti se non in zona promozione/finali.
Note:
È stato inflitto un punto di penalizzazione.

### Girone B

#### Squadre partecipanti
| Squadra                        | Città                         | Stagione precedente |
| ------------------------------ | ----------------------------- | ------------------- |
| F.S. Acerrano                  | Acerra (NA)                   |                     |
| U.S.F. Bagnolese (B = riserve) | Napoli-Bagnoli                |                     |
| A.S. Capua                     | Capua (NA)                    |                     |
| A.S. Caserta                   | Caserta (NA)                  |                     |
| U.S. Gladiator (B = riserve)   | Santa Maria Capua Vetere (NA) |                     |
| S.S. Littorio (B = riserve)    | Benevento                     |                     |
| U.S. Mariglianese              | Marigliano (NA)               |                     |
| A.C. Napoli (C = allievi)      | Napoli                        |                     |

#### Classifica finale
|  | Pos. | Squadra      | Pt | G  | V | N | P | GF | GS | DR  |
|  | ---- | ------------ | -- | -- | - | - | - | -- | -- | --- |
|  | 1.   | Capua        | 21 | 14 | . | . | . | .  | .  |     |
|  | 2.   | Caserta      | 20 | 14 | 8 | 4 | 2 | 30 | 15 | +15 |
|  | 3.   | Acerrano     | 17 | 14 | . | . | . | .  | .  |     |
|  | 4.   | Napoli C     | 15 | 14 | . | . | . | .  | .  |     |
|  | 5.   | Mariglianese | 12 | 14 | . | . | . | .  | .  |     |
|  | 6.   | Littorio B   | 11 | 14 | . | . | . | .  | .  |     |
|  | 7.   | Bagnolese B  | 7  | 14 | . | . | . | .  | .  |     |
|  | 8.   | Gladiator B  | 6  | 14 | . | . | . | .  | .  |     |

Legenda:
      Ammesso al girone finale.
Regolamento:
Due punti a vittoria, uno a pareggio, zero a sconfitta.
Pari merito in caso di pari punti se non in zona promozione/finali.
Note:
Sono stati inflitti tre punti di penalizzazione.

### Girone finale
|  | Pos. | Squadra       | Pt | G  | V | N | P | GF | GS | DR |
|  | ---- | ------------- | -- | -- | - | - | - | -- | -- | -- |
|  | 1.   | Sangiovannese | 15 | 10 | . | . | . | .  | .  |    |
|  | 2.   | Capua         | 12 | 10 | . | . | . | .  | .  |    |
|  | 3.   | Sarnese       | 11 | 10 | . | . | . | .  | .  |    |
|  | 3.   | Acerrano      | 11 | 10 | . | . | . | .  | .  |    |
|  | 5.   | Caserta       | 10 | 10 | . | . | . | .  | .  |    |
|  | 6.   | Torrese B     | 0  | 10 | . | . | . | .  | .  |    |

Legenda:
     Campione campano e promosso in Seconda Divisione 1932-1933
Regolamento:
Due punti a vittoria, uno a pareggio, zero a sconfitta.
Pari merito in caso di pari punti se non in zona promozione/finali.
Note:
È stato inflitto un punto di penalizzazione.

## Puglie
Direttorio Regionale Pugliese avente sede a Bari.

### Girone A

#### Squadre partecipanti
| Squadra                      | Città           | Stagione precedente |
| ---------------------------- | --------------- | ------------------- |
| S.S. Armando Diaz            | Bisceglie (BA)  |                     |
| U.S. Foggia (B = riserve)    | Foggia          |                     |
| Dop. Giovinazzo Sez.Sportiva | Giovinazzo (BA) |                     |
| Audace G.U.F.                | Cerignola (FG)  |                     |
| U.S. Molfetta (B = riserve)  | Molfetta (BA)   |                     |
| U.S. Tranese (B = riserve)   | Trani (BA)      |                     |

#### Classifica finale
|  | Pos. | Squadra        | Pt | G  | V | N | P | GF | GS | DR  |
|  | ---- | -------------- | -- | -- | - | - | - | -- | -- | --- |
|  | 1.   | Foggia B       | 18 | 10 | 8 | 2 | 0 | 33 | 9  | +24 |
|  | 2.   | Molfetta B     | 12 | 10 | 5 | 2 | 3 | 30 | 16 | +14 |
|  | 3.   | Armando Diaz   | 9  | 10 | 4 | 1 | 5 | 20 | 25 | -5  |
|  | 4.   | Giovinazzo     | 8  | 10 | 3 | 2 | 5 | 17 | 21 | -4  |
|  | 5.   | Trani B        | 7  | 10 | 3 | 1 | 6 | 18 | 30 | -12 |
|  | 6.   | Cerignola (-1) | 5  | 10 | 3 | 0 | 7 | 14 | 31 | -17 |

Legenda:
      Ammesso al girone finale.
Regolamento:
Due punti a vittoria, uno a pareggio, zero a sconfitta.
Pari merito in caso di pari punti se non in zona promozione/finali.
Note:
Cerignola ha scontato 1 punto di penalizzazione in classifica per una rinuncia.

### Girone B

#### Squadre partecipanti
| Squadra                 | Città                  | Stagione precedente |
| ----------------------- | ---------------------- | ------------------- |
| U.S. Bari (C = allievi) | Bari                   |                     |
| U.S. Casamassima        | Casamassima (BA)       |                     |
| U.S. Casarano           | Casarano (LE)          |                     |
| A.S. Castellana         | Castellana Grotte (BA) |                     |
| U.S. Manduria           | Manduria (TA)          |                     |

#### Classifica finale
|  | Pos. | Squadra     | Pt       | G | V | N | P | GF | GS | DR |
|  | ---- | ----------- | -------- | - | - | - | - | -- | -- | -- |
|  | 1.   | Casamassima | 7        | 6 | 3 | 1 | 2 | 12 | 8  | +4 |
|  | 1.   | Castellana  | 7        | 6 | 3 | 1 | 2 | 6  | 9  | -3 |
|  | 3.   | Bari C      | 5        | 6 | 2 | 1 | 3 | 13 | 10 | +3 |
|  | 3.   | Manduria    | 5        | 6 | 2 | 1 | 3 | 13 | 17 | -4 |
|  | --   | Casarano    | Ritirato |   |   |   |   |    |    |    |

Legenda:
      Ammesso al girone finale.
Regolamento:
Due punti a vittoria, uno a pareggio, zero a sconfitta.
Pari merito in caso di pari punti se non in zona promozione/finali.

### Girone finale
|  | Pos. | Squadra      | Pt       | G | V | N | P | GF | GS | DR |
|  | ---- | ------------ | -------- | - | - | - | - | -- | -- | -- |
|  | 1.   | Castellana   | 8        | 4 | 4 | 0 | 0 | 9  | 0  | +9 |
|  | 2.   | Giovinazzo   | 3        | 4 | 1 | 1 | 2 | 5  | 6  | -1 |
|  | 3.   | Armando Diaz | 1        | 4 | 0 | 1 | 3 | 1  | 9  | -8 |
|  | --   | Casamassima  | Ritirato |   |   |   |   |    |    |    |

Legenda:
      Promosso in Seconda Divisione 1932-1933.
Regolamento:
Due punti a vittoria, uno a pareggio, zero a sconfitta.
Pari merito in caso di pari punti se non in zona promozione/finali.

## Sicilia
Direttorio Regionale Siciliano avente sede a Palermo.

### Girone A

#### Squadre partecipanti
| Squadra                            | Città                | Stagione precedente |
| ---------------------------------- | -------------------- | ------------------- |
| A.S. Cefalù                        | Cefalù (PA)          |                     |
| Fascio Giovanile di Combattimento  | Palermo              |                     |
| Dop. Ferroviario Principe Piemonte | Palermo              |                     |
| Pro Bagheria F.C.                  | Bagheria (PA)        |                     |
| A.S. Termini Imerese               | Termini Imerese (PA) |                     |

#### Classifica finale
|  | Pos. | Squadra                | Pt       | G | V | N | P | GF | GS | DR |
|  | ---- | ---------------------- | -------- | - | - | - | - | -- | -- | -- |
|  | 1.   | Pro Bagheria           | 11       | 6 | . | . | . | .  | .  |    |
|  | 2.   | Ferroviario P.Piemonte | 9        | 6 | . | . | . | .  | .  |    |
|  | 3.   | Termini Imerese        | 8        | 6 | . | . | . | .  | .  |    |
|  | 4.   | F.G.C. Palermo         | 2        | 6 | . | . | . | .  | .  |    |
|  | --   | Cefalù                 | Ritirato |   |   |   |   |    |    |    |

Legenda:
      Ammesso al girone finale.
      Promosso in Seconda Divisione 1932-1933
Regolamento:
Due punti a vittoria, uno a pareggio, zero a sconfitta.
Pari merito in caso di pari punti se non in zona promozione/finali.
Note:
Ci sono evidenti errori nell'attribuzione dei punti, forse a causa del ritiro del Cefalù che causava l'annullamento di tutti gli incontri da esso disputati.

### Girone B

#### Squadre partecipanti
| Squadra                    | Città                          | Stagione precedente |
| -------------------------- | ------------------------------ | ------------------- |
| S.S. Annunziata            | Messina                        |                     |
| A.C. Messina (B = riserve) | Messina                        |                     |
| S.S. Milazzo               | Milazzo (ME)                   |                     |
| U.S. Peloro (B = riserve)  | Messina                        |                     |
| Pol. Stefanese             | Santo Stefano di Camastra (ME) |                     |

#### Classifica finale
|  | Pos. | Squadra    | Pt       | G | V | N | P | GF | GS | DR |
|  | ---- | ---------- | -------- | - | - | - | - | -- | -- | -- |
|  | 1.   | Messina B  | 12       | 6 | . | . | . | .  | .  |    |
|  | 2.   | Annunziata | 8        | 6 | . | . | . | .  | .  |    |
|  | 3.   | Milazzo    | 7        | 6 | . | . | . | .  | .  |    |
|  | 4.   | Peloro B   | 4        | 6 | . | . | . | .  | .  |    |
|  | --   | Stefanese  | Ritirato |   |   |   |   |    |    |    |

Legenda:
      Ammesso al girone finale.
Regolamento:
Due punti a vittoria, uno a pareggio, zero a sconfitta.
Pari merito in caso di pari punti se non in zona promozione/finali.
Note:
Ci sono evidenti errori nell'attribuzione dei punti, forse a causa del ritiro della Stefanese che causava l'annullamento di tutti gli incontri da essa disputati.

### Girone C

#### Squadre partecipanti
| Squadra                     | Città          | Stagione precedente |
| --------------------------- | -------------- | ------------------- |
| S.S. Acireale (B = riserve) | Acireale (CT)  |                     |
| S.S. Canicattì              | Canicattì (AG) |                     |
| A.S. Giovinezza             | Catania        |                     |
| G.S. Dop. Megara 1908       | Augusta (SR)   |                     |
| U.S. Nissena                | Caltanissetta  |                     |

#### Classifica finale
|  | Pos. | Squadra     | Pt       | G | V | N | P | GF | GS | DR |
|  | ---- | ----------- | -------- | - | - | - | - | -- | -- | -- |
|  | 1.   | Nissena     | 12       | 6 | . | . | . | .  | .  |    |
|  | 2.   | Megara 1908 | 5        | 6 | . | . | . | .  | .  |    |
|  | 3.   | Acireale B  | 3        | 6 | . | . | . | .  | .  |    |
|  | 3.   | Canicattì   | 3        | 6 | . | . | . | .  | .  |    |
|  | --   | Giovinezza  | Ritirato |   |   |   |   |    |    |    |

Legenda:
      Ammesso al girone finale.
      Promosso in Seconda Divisione 1932-1933
Regolamento:
Due punti a vittoria, uno a pareggio, zero a sconfitta.
Pari merito in caso di pari punti se non in zona promozione/finali.
Note:
È stato inflitto un punto di penalizzazione.

### Girone finale
|  | Pos. | Squadra      | Pt | G | V | N | P | GF | GS | DR |
|  | ---- | ------------ | -- | - | - | - | - | -- | -- | -- |
|  | 1.   | Pro Bagheria | 4  | 4 | . | . | . | .  | .  |    |
|  | 2.   | Nissena      | 4  | 4 | . | . | . | .  | .  |    |
|  | 3.   | Annunziata   | 0  | 4 | . | . | . | .  | .  |    |

Legenda:
      Campione siciliano di Terza Divisione 1931-1932.
      Promosso in Seconda Divisione 1932-1933
Regolamento:
Due punti a vittoria, uno a pareggio, zero a sconfitta.
Pari merito in caso di pari punti se non in zona promozione/finali.
Note:
Sono stati inflitti quattro punti penalizzazione.

### Spareggio per il titolo
|              | Risultati |         | Luogo e data             |
| ------------ | --------- | ------- | ------------------------ |
| Pro Bagheria | 1 - 0     | Nissena | Acireale, 17 aprile 1932 |
|              |           |         |                          |

## Sardegna
Direttorio Regionale Sardo avente sede a Cagliari.

### Girone unico

#### Squadre partecipanti
| Squadra                     | Città             | Stagione precedente |
| --------------------------- | ----------------- | ------------------- |
| C.S. Cagliari (B = riserve) | Cagliari          |                     |
| Av.Mar.F. La Maddalena      | La Maddalena (SS) |                     |
| A.S. Macomer                | Macomer (NU)      |                     |
| G.S. Monteponi              | Iglesias (CA)     |                     |
| U.S. Nuoro                  | Nuoro             |                     |
| S.E.F. Torres (B = riserve) | Sassari           |                     |

#### Classifica finale
|  | Pos. | Squadra            | Pt | G  | V | N | P | GF | GS | DR |
|  | ---- | ------------------ | -- | -- | - | - | - | -- | -- | -- |
|  | 1.   | Torres B           | 15 | 10 | . | . | . | .  | .  |    |
|  | 2.   | Cagliari B         | 14 | 10 | . | . | . | .  | .  |    |
|  | 3.   | Nuoro              | 12 | 10 | . | . | . | .  | .  |    |
|  | 4.   | La Maddalena       | 7  | 10 | . | . | . | .  | .  |    |
|  | 4.   | Macomer            | 7  | 10 | . | . | . | .  | .  |    |
|  | 6.   | Monteponi Iglesias | 5  | 10 | . | . | . | .  | .  |    |

Legenda:
      Campione sardo di Terza Divisione 1931-1932.
Regolamento:
Due punti a vittoria, uno a pareggio, zero a sconfitta.
Pari merito in caso di pari punti se non in zona promozione/finali.

### Giornali
- Il Littoriale, quotidiano sportivo consultabile presso l'Emeroteca del CONI e le Biblioteche Universitarie di Pavia, Modena e Padova più la Biblioteca Nazionale Centrale di Firenze.
- Gazzetta del Mezzogiorno, stagione 1931-1932 (link omesso).
- Gazzetta di Venezia, stagione 1931-1932 dal sito della Biblioteca nazionale centrale di Roma.
- Gazzetta dello Sport, stagione 1931-1932, consultabile presso le Biblioteche:
  - Biblioteca Civica di Torino;
  - Biblioteca Nazionale Braidense di Milano,
  - Biblioteca Civica Berio di Genova,
  - Biblioteca Nazionale Centrale di Firenze,
  - Biblioteca Nazionale Centrale di Roma.
- Il Telegrafo, di Livorno, stagione 1931-1932, consultabile online.

### Libri
- Luigi Saverio Bertazzoni (a cura di), Annuario italiano del giuoco del calcio 1932, Volume IV, F.I.G.C. - Bologna, edito a Modena.
- Nanni De Marco, Mario Varicelli e Eugenio De Vincenzo, Storia Centenaria della Veloce F.B.C. dal 1910 al 2010, Edizioni Coop Tipograf.